# 王様の仕立て屋
『王様の仕立て屋』（おうさまのしたてや）は、大河原遁による日本の漫画作品及びシリーズの総題。原案協力・監修は片瀬平太。
『王様の仕立て屋〜サルト・フィニート〜』として2003年に増刊『オースーパージャンプ』（集英社刊）MARCH号に読切として掲載された後、2003年14号より連載が開始された。その後、『王様の仕立て屋〜サルトリア・ナポレターナ〜』『王様の仕立て屋〜フィオリ・ディ・ジラソーレ〜』『王様の仕立て屋〜下町テーラー〜』とシリーズを重ねている。

## 概要
イタリア・ナポリを舞台に、伝説の仕立て職人の弟子・織部悠の活躍を描く作品。服飾（主に紳士服）を題材にしており、靴や腕時計など服飾に関係する小物やアンティークを扱うことも多い。一話完結の短編形式の話と、一貫したストーリーを展開する長編形式の話で構成されているが、近年では単行本収録話数に合わせて、計7話でひとつの章「○○○編」とする長編が多い。
2003年に増刊『オースーパージャンプ』（集英社刊）MARCH号に読切として掲載された後、2003年14号より2011年21・22合併（最終）号まで本誌『スーパージャンプ』（同社刊）にて連載。スーパージャンプ誌の休刊に伴って『グランドジャンプPREMIUM』へ移籍し、『王様の仕立て屋〜サルトリア・ナポレターナ〜』と一部改題して2011年12月21日発売の創刊号から2013年2月27日発売の第15号まで連載された後、2013年3月6日発売の2013年7号から『グランドジャンプ』本誌に移籍し、2016年6号まで連載。さらにこれを引き継ぐ形で『グランドジャンプ』にて2016年8号から第3部として『王様の仕立て屋〜フィオリ・ディ・ジラソーレ〜』を連載する事になるが2018年9号にて「日本編」への移行が告知されて連載が終了。これに先駆け『グランドジャンプPREMIUM』2017年11月号にて第4部へのジャンクションストーリーとなる『王様の仕立て屋 維新の鋏』が掲載され『フィオリ・ディ・ジラソーレ』の現時点での最終単行本となる7巻の発売時に『維新の鋏』を併録した上で同作をプロローグとする第4部『王様の仕立て屋〜下町テーラー〜』が『グランドジャンプ』2018年17号より2024年15号まで連載された。21年間続いたシリーズは第4部をもって完結した。
単行本は『王様の仕立て屋〜サルト・フィニート〜』が全32巻にて完結。また、本編の短編エピソードを再収録した傑作選集『王様の仕立て屋〜サルト・フィニート〜The Special Edition』が計4巻まで刊行された。2009年8月に刊行された単行本第23巻の帯や広告などには、単行本の販売累計が200万部を突破したことが記されていた。2ndシーズンとなる『王様の仕立て屋〜サルトリア・ナポレターナ〜』は全13巻。3rdシーズンとなる『王様の仕立て屋〜フィオリ・ディ・ジラソーレ〜』は全7巻。
話数の単位は「Order（注文書）」。各話タイトルは「○○の××」という形式で、映画、舞台、文学作品の題名から取られていることが多い。落語や歌舞伎、浪曲をモチーフ・題材としたストーリーや演出がたびたび挿入され、また手塚治虫や水木しげる、藤子不二雄などの往年の漫画作品のパロディ的な描写も多用される。
ストーリーが展開される舞台はナポリが基点となるが、長編ではミラノやフィレンツェなどのイタリア国内の他都市に赴くこともあり、イギリス、フランス、日本などイタリア国外にて仕事を行うことも少なくない。また、長編では「ミラノ編」や「フィレンツェ編」など舞台になった地名を冠される場合や、「欧州時計戦争編」「仕立て屋入門編」などテーマによって名付けられる場合もある。

## 登場人物

### 主人公と居候たち
織部悠（おりべ ゆう）
本作の主人公。ナポリの泥棒市で仕立て屋を開く日本人青年。年齢は連載開始時点で26歳。連載中の時間経過は明確でないが、概ね20代後半から30代前半の男性として描かれている。縁のない丸眼鏡をかけた優男で、物腰は柔らかいが、年齢以上に落ち着きがあるため若年寄と形容されることもある。一方で職人気質で偏屈なところがあり、職人として我を通して強引に仕事を突き通すことも多い（特に初期は金を積まれても気に入らない仕事は拒否することもあった）。仕立て屋としては若造ながら、「ミケランジェロ」と称されたナポリの伝説の仕立て職人マリオ・サントリヨの唯一の弟子として熟達した腕を持つ。後述の経緯からカモッラ（マフィアと並ぶナポリの犯罪組織）相手に莫大な借金を作ってしまっており、持ち込まれる難題な案件を、高額報酬と引き換えに特急仕事と呼ぶ仕立てで解決していく。
仕立て屋としては若輩ながらその力量は非常に高く、服飾に対する知識も深い。他の職人と比べ仕事のスピードが異常なほど早く、またマリオがコーディネート一式を全て一人で作る流儀だったことから、ジャケットからシャツ、スラックス、靴下まで幅広く仕立てることができる。さらに見ただけで相手の体型や骨格をおおよそ把握してしまい、実際に触ることで体質や病歴なども察することができる。洋の東西を問わず古典から雑学まで服飾以外の広範な見識も備えており、それを駆使してコーディネートの演出を行うことで、顧客の服飾への価値観や人生観などを一変させてしまうことも少なくない。
悠のサルトの特徴として、本来は数ヶ月かかるナポリ仕立てを特急と称して数週間ないし数日で仕上げる。その代わり料金は割増となり（特急料金）、客に高額な報酬を請求する（時に金持ちの着道楽でも驚くほどの額が請求される）。ただし、これは悠自身、外道仕事と呼んでおり、一流の腕を持つが、職人として若いことや外国人であるために正規の依頼がほとんどなく、先述の莫大な借金を返済するために仕方なく行っている。ただし、そうした特別な仕事もそうそうにはないため、普段は仕立て仲間の下職（手伝い）で糊口をしのぐ。
プライベートでは大の酒好きで懐柔のネタにされることもある。また、女性運は今一つで、全く女性受けしないという訳では無いが（ヴィレッダとイザベッラは男性として評価している）、恋愛に対して不器用と見られているため恋仲に発展しない。しかし、（交際には至らなかったが）エレナからは明確なアプローチを受けている。概して本人の与り知らないところでの評価は高いが、当の本人が身もふたもない発言をするためか、なかなかロマンチックな展開にならない。機械音痴な一面もあり、パソコンなども使えない訳ではないが敬遠しがち。使用するのに慣れを必要とする機器は特に苦手で、携帯なども持っておらず、スーパーのセルフレジ等でかえって混乱してしまうことも多い。
生まれは東京都台東区にある自転車屋で、3人兄弟の末っ子。幼い頃に実家の近くに住む足袋屋のお辰婆さんから裁縫の基礎を学び、お辰から紳士服の仕立ての道を勧められたことをきっかけに高校卒業後イタリアへ渡る。そこで上記マリオ・サントリヨの弟子となり、ナポリ仕立てや仕立て屋のイロハを学んだ。25歳の時（物語開始の前年）、師匠が急逝してしまったことで多額の借金（日本円にして約1億円）を背負い、独り立ちを余儀なくされる。
物語初期では気に入った仕事以外はせず、代金を吹っ掛けるようなこともしていたが、マルコが居候し始めた辺りから現在の生活スタイルのベースができる。ジラソーレ社のナポリ進出で同社と関わり合いを持つようになりヘルプとして働くことが多い。社長のユーリアに嫌われているとは言え、社のピンチを何度も救ったために今やジラソーレ社にとって無くてはならない存在となり、専属と勘違いされる時もある。第一部の終盤において、マリオと確執があったベリーニ伯に認められ、確かな伝統技術を持ちながら金銭的に裏社会に関与せざるを得なくなってしまっている状況を伯爵に助けられる。伯爵からの残りの借金の肩代わり、及びカモッラへの手切れ金と追加融資の申し出を受け入れ、これまでの自宅兼仕事場とは別に店舗を借りサルトリア・オリベを開店する。
マルコ・ジュリアーニ
ナポリの靴磨き兼靴職人見習いの少年。たまたま客として訪れた悠を一目見てファッションへの見識を見抜き、知り合いとなった後、押しの強さで悠の家に居候し始める。現在では悠の相棒役とも言える重要な存在。悠はよく「小動物」と呼ぶ。悠のことはファーストネームで呼ぶ。
まだ10代前半と思しき外見、言動であるが、長年の道端での靴磨きなどにより、革ソムリエと自称する程に革に対する造詣が深い。例えば、牛革を見て種類は当然のこと、その牛が生前何を食べていたかも当ててみせると言う。また行動力も高く、情報収集力もある。前述の知識と合わせて悠が助けられることもあるが、基本的にはトラブルを呼び込む方が多い。特に妹弟子であるヴィレッダが登場すると、2人で悪ノリするシーンが多くなる。連載が進むにつれ、セルジュとの漫才やネタも多くなってきている。幼くはあるが先述の図々しさなどのナポリ人らしい性格があり、悠と共に出会う各界の大物にも全く物怖じせず、美人を見つけるとナンパしてしまう。とはいえ、年相応の感覚も持っており、漫画やゲームなどの日本文化にも興味がある（そもそもそれが悠の家に居候を決め込んだ理由の一つとも言える）。2度の日本滞在経験からか、それら以外の日本文化にもかなり詳しくなった。
悠との生活では炊事を担当。時を経るごとに料理に対する造詣が深くなっていき、悠に「方向性を見失ってないか」と言われる程に本業にも劣らない技術・知識を身に着けている。サルトリア・オリベ開店後は従業員となっている。
セルジュ・リヴァル
フランス人青年。自国では有名なモデル。フランスのモード服の大ブランド「リヴァル」の総帥、アラン・リヴァルの次男。後述の理由により家出し、ナポリの悠の家に居候する。
トップモデルらしい童顔の端正な顔立ちの青年。 お坊っちゃま育ちでややナルシスト、大言壮語的な性格をしているが、気が弱く臆病な面もある。「リヴァル」の後継ぎであるが、当初は兄エリックが家業を継ぐことになっていたので（後に家出）、工房入りを免除されモデルとして活動していた。ジラソーレ社パリ支店長・エレナに秘かに惚れており、悠が彼女の誘いを断ったことに腹を立て、悠の才能が上げ底であると証明するために策を仕掛ける。しかし、知識不足によって失敗した上に父に工房に入れられそうになって家出し、ナポリの悠の家に転がり込む。「リヴァル」の工房を地獄と呼んで父を恐れ、例え冗談でも「パリへ帰す」というような発言をすると、周りが心配するほどに動揺する。
居候後は悠の弟子のようなポジションにいる。当初は悠が過去にやっていた骸骨磨きのバイトで、人体構造を把握する修行をやらされていたが、悠自身よりも短期間で人の骨格を見てとれるようになり（曰く「道行く人が骸骨に見える」）、悠を驚かせる。ギルレーズ・ハウス編までには相手を見ただけでおおよその寸法を見切ることもできるようになっており、才能の高さを伺わせる。また、セルジュ修行編では最終的に、詰めが甘く不合格とされつつも、アランやマダム・ロスタンにその服飾のセンスや技術を高く評価される。また、ナポリ式の仕立て技術が矯正不可能と言われるほどまで身に着いてしまったことから、父にリヴァル工房入りを断念させる。マルコと同じく現在はサルトリア・オリベの従業員となっている。

### ジラソーレ社
元々は若者向けカジュアル服ブランド。フィレンツェのバザーで服を売っていた女子大生の服飾サークルが事業化したもので、設立後わずか数年でイタリア国内外に支店を構えるほどに急成長を遂げた（ジラソーレ社史も参照）。ジラソーレ (girasole) とはイタリア語でひまわりを意味しており、社章もひまわりをモチーフにしている。ナポリ進出を機に、紳士服の分野にも手を広げるようになった。
社長以下12人の創立メンバーは全員が20代の女性で、その連帯感は非常に強い。しかし、社長の方針と支店間の方向性の食い違いから、最近では軋轢が生じることも少なくない。若い女性が立ち上げた新興企業だけに対外的な苦労も多いようで、資金繰りなどを内輪で解決しようとする傾向がある。
第三部『王様の仕立て屋〜フィオリ・ディ・ジラソーレ〜』では、ジラソーレ社を訪れた客から話が始まるストーリーとなる。

#### ナポリ店
ジラソーレ社の登場時点では新規の支店。ジラソーレお家騒動を経て本店となる。
ユーリア・ペルッツィ
ジラソーレ社社長。ジャコモ・ペッツオーリの実娘（ペルッツィは母方の名字）。20代後半。
ウェーブがかかったロングヘアに背も高いスタイルの良い若い美女。性格は非常に強気で、幹部が若い女性のみということや、後述の父との確執もあって自社のためなら強引なこと、例えば些細な出来事やきっかけでも（時に悠個人への依頼でさえ）自社の成果に結び付けてしまう。そのために対外的な問題や社内幹部との軋轢を引き起こすことも多いが、創立メンバーからはリーダーとして全幅の信頼を置かれている。プライベートではマリエッタに対して別人のように甘えて弱気な姿を見せ、プレゼンティのピッツェリアの常連となって肥満を気にするなどコミカルな描写も多々ある。
母親が亡くなった時に、臨終の席に来ず、ファッションショーで女性に囲まれる父親・ペッツオーリの映像を中継で見たことで父に対して心を閉ざし、それ以来絶縁状態にある。そのペッツオーリを超えることを人生の目標とし、ジラソーレ社の経営方針には常にペッツオーリ社への対抗が意識されている。それが短期間で会社を大きくした面もある一方で、問題を起こすこともある。そもそもジラソーレ登場のきっかけとなるナポリ進出自体が、紳士服業界でも著名なペッツオーリ社に対抗しての従来の専門領域と異なる分野への進出であり、すぐに行き詰まり、ペッツオーリの依頼を受けた悠に助けられたという経緯を持つ。また、後に起こるジラソーレお家騒動も過度にペッツオーリ社に対抗意識を抱いたことが遠因であった。こうした態度について、サンドラは「父親を憎悪しているのではなく、振り向いて欲しくてダダこねているだけ」と指摘している。第一部の最後のエピソードではアンドレアより服飾業界の最先端にいる父親としての心情を諭され、父と和解する余地が生まれるものの、あえて娘のためにペッツオーリから突き放された態度を取られ、再び対抗心を抱く。
自信満々でナポリにやってきた早々に悠にケチをつけられ、その直後に自身の読みの甘さから危機に陥った会社をペッツオーリの依頼で悠に救ってもらうという屈辱を受ける。その後、下職などで悠がジラソーレ社にとって無くてはならない存在となるが、快くは思っておらず（初期の悠の言動にも問題があったが）、最低限の関係に留めようと彼を嫌う言動をとる。これには経営者として、社員ではない悠に依存していることへの危機感もある。一方で悠の腕前を認めているのも事実で、一時はジラソーレ社に迎えようとしたり、悩む仲間が悠から助言を貰えるように仕向けたり、あるいは各支店が悠を抱え込んでしまうと返せと命令するなど、彼とは微妙な関係となっている。連載が進むにつれ、わだかまりのある描写は特に無くなってきている。
ジラソーレ社においてはあくまで経営側であり、服飾に直接関わるシーンは少ないが、夜中に自分でサイズ直しをしたり、直したこと自体を腹心のマリエッタに気付かれないことなど、針糸の腕は高いようである。
マリエッタ・カルドゥッチ
社長第一秘書（創立時は副社長だったが、ナポリ進出に伴い現職）。ナポリ店勤務。創立メンバーの一人。
実務系の秘書らしい眼鏡をかけたあまり目立たない装いの女性で、ユーリアと同い年であるが実年齢以上に見られてしまうこともある（ラウラの初見で「オールドミス」）。ユーリアとは無二の親友でもあり公私共に彼女の片腕と言え、会社設立の折には、婚約を破棄してでもユーリアに付いていくと決めた過去を持つ。一方で格好や仕事の内容からユーリアの引き立て役に見られがちで、本人も一時悩んでいたが、あるパーティで彼女固有の魅力を指摘されて自分への信頼を取り戻す。
趣味は読書。文壇の大御所達の集まりで驚かれるほどにマイナーな純文学にも精通しているかなりの読書家。また、暴走したユーリアを止める際によく格闘技の技を用いる。
アンナ・ミノッティ
ナポリ店所属。総務課。創立メンバーの一人。
童顔、お下げ髪で背が低く中学生にも間違われるような容姿の女性。本業は総務だが、店に出て接客することも多い。大人しい性格で若干行動が鈍く、自身もそのことにコンプレックスを抱いている節があるが、社を守るためにユーリアの方針に逆らって悠に協力を頼みこんだり、ナポリ制圧に失敗してナポリのサルトと仲が良くなかった時期に積極的にナポリ中のサルトに取材に回って技術習得をしたりするなど、意志が強く積極的な面もある。お家騒動では遊撃隊の監視を兼ね共に売り上げ競争に参加するなど、創立メンバーの中でも割と重要な位置にいる。
コンスタンツェ・ゼルビーニ
社長第二秘書。ナポリ店所属。創立メンバーの一人。ジェノヴァの海運王・ゼルビーニ家の長女。マッシモの妹。
セミロングの女性で、お嬢様育ちで物腰が柔らかく、性格は弱気。立場上地味な役職にいることもあり、あまり目立たないことが時にネタにされる。実際のところは、会社創立時に資金を出資した筆頭株主であり、会社の危機時にも資金面をバックアップする重要人物である。後にお家騒動によって兄マッシモが筆頭株主になってしまい、さらに（マッシモの介入のきっかけを与えかねないので）表立った資金調達もできず、その意味での重要性は落ちてきている。
その出自からプライベートではゼルビーニ家の娘として社交界に出席し、各界の要人とも面識があるなど、しばしばエピソードのきっかけとなる。特に腕時計編では騒動の中心人物として最前線で奮闘する。
ソフィア・ドルチーノ
ナポリ店所属。総務課。創立メンバーの一人。
長身でスタイルの良いショートヘアの美人。フィレンツェ出身でシスターだった経歴を持ち、クリスマスにはかつてシスターをしていた教会で手伝いをしている。会社創世期にパリでの人脈確保のために、エレナ、サンドラと共にスーパーモデルとして名を馳せていた過去を持つ。しかし、本来はモデルのような目立つ行為は苦手で、会社のためショーの最中はモデルに徹するが、その前の衣装合わせでは激しく抵抗し、ショーが終われば酷く落ち込む。
劇中ではモニカと一緒にいるシーンが多く、残業などでともに苦労している。
モニカ・マルピーギ
ナポリ店所属。創立メンバーの一人。
ショートヘアに小柄でボーイッシュな女性。胸も小さい（Bカップ）。性格はクラリッサ曰く「我慢強い」。幼少時から両親のいない孤児で、生きるためにスリ・窃盗をしていた結果、前科持ちとなる。その後更生施設で服飾の資格を得て、大学のサークル時代のジラソーレで縫製を担当、会社が拡大した現在も工房で仕立てを担当しており、時に店に出て接客も行う。その出自故に非常に手先が器用で、手品師のアシスタントにスカウトされるエピソードもあり、また塀を軽々乗り越えるなど身軽でもある。胸の小ささにコンプレックスを持ち、このため、基本的に女性陣から忌避されるビアッジオのコスプレ衣装では、胸が大きく見える工夫によって例外的に彼の衣装を気に入っている。
作中ではソフィアと一緒にいるシーンが多いが、ラウラとともに突貫仕事を行うこともままある。

#### フィレンツェ店
ジラソーレ社の登場時点では本店。ジラソーレお家騒動を経て支店となる。
サンドラ・デストーニ
ジラソーレ副社長（後にフィレンツェ支店長）兼チーフデザイナー。創立メンバーの一人。
スタイルの良い褐色肌の美女。黒人とトスカーナ人との混血。かつてジラソーレがパリで人脈を作るためにソフィア、エレナと共にスーパーモデルとして活躍していた経歴を持ち、現在はチーフデザイナーとしてジラソーレ社の重職を務める。普段は凛々しく勝ち気な様子を見せるが、本性はそこまで図太い性格ではなく、独断で動くベアトリーチェに慢性的に胃痛を訴えたり、憧れのペッツオーリとの会談後に緊張の糸が切れてヘタれてしまうシーンなどが多い。
生まれも育ちもイタリアながら、上記の黒人との混血ゆえに幼少期から差別を受け、辛酸を嘗めてきた。しかし、そのような心の傷を支え、強く育ててくれた父親のことを深く尊敬している。そのため、ユーリアがペッツオーリを憎悪していることを甘えとみなし、批判的なスタンスを持つ（また、サンドラ個人はデザイナーとしてペッツオーリを強く尊敬している）。これもジラソーレお家騒動の遠因ともなっている。ただ経営方針の違いはあるとはいえ、ユーリアをはじめ創立メンバーのことは大切に想っている。
ユーリア主導のナポリ進出に伴い、留守となるフィレンツェ本店を任される。しかし、ベアトリーチェの思惑もあって、社長ユーリアの個人的なペッツオーリとの確執に基づく強引な経営方針に反旗を翻し、ジラソーレお家騒動を引き起こす。最終的には、ペッツオーリ社との一定の協力関係を認めさせた上で、ユーリアに対する負けを認め、副社長更迭の上、フィレンツェ本店を支店に降格される。以降、本店ではなくなったとは言え、重要支店には変わりないフィレンツェ店を切り盛りする。
ベアトリーチェ・パスコリ
ジラソーレ経理。フィレンツェ支店長補佐。創立メンバーの一人。
ショートボブの無表情な女性。経済学部卒の才女で、ジラソーレの金庫番として状況に応じて企画・広報・営業・交渉など様々な活動を行う。作中では策士として登場することが多く、目的のためなら手段は厭わない性格として人の心の隙を見つけて弱点を容赦なく突き、必要ならば非合法的な手段の活用も躊躇なく行う。しかし、すべてはあくまでジラソーレ社のためであり、社長ユーリアの意向に背くような行動を取るのも、彼女なりの合理的な見解に基づく。初登場は自身が仕掛けたジラソーレお家騒動からであるが、その後も頻繁に作中に登場し、様々なエピソードの裏で暗躍していることが多い。そのような性格であるため、様々な人間から恐れられるが、本能と勘に頼って動きの読めないフェデリカだけは唯一苦手としている。何か企んでている時は悪魔の角や尻尾が付いたデフォルメされた描写で登場することも多い。
ジラソーレお家騒動編にて初登場し、同編の黒幕として作中を暗躍する。悠を強引に味方を引き入れることで抗争を有利に進めようとしたが、最終的には失敗し、フィレンツェ店は一支店に降格されてしまう。ただし、ベアトリーチェとしては、ペッツオーリ社への過度の敵対意識が軽減できたとして満足する。その後も、フィレンツェから、時に直接ナポリに出向いて、悠に関与することが多く、自社に囲い込みたいと考えていたが、これも結果としては失敗してしまう（ジラソーレでは悠とカモッラとの関係を清算できない）。

#### パリ店
エレナ・フォルミキーニ
パリ支店長。創立メンバーの一人。
長身で、ショートヘアに中性的な顔立ちの美女。かつてジラソーレがパリで人脈を作るためにソフィア、サンドラと共にスーパーモデルとして活躍していた経歴を持ち、今でもファンがいるという。外見だけではなく、大学を首席で卒業、各種スポーツ、社交、家事などもそつなくこなすオールマイティな才覚者であり、創立メンバーとしては1人で重要拠点であるパリ支店を切り盛りする。プライベートもお淑やかで男性を立てて尽くすタイプであり、今までも上流階級の男や有名人達と付き合ってきたが、その完璧さが交際する相手のプライドを刺激してしまい、長続きしない。後述の通り、作中では数少ない悠に正式に交際を申し込んだ女性であり、互いの道を歩むことを決めるも、以降も悠に対する好意を見せる。そのような経緯もあり、ジラソーレ社幹部の中で唯一悠をファーストネームで呼ぶ。
生まれ故郷は無医村の寒村で、当初は医者になって村を救うことを志して都会に出てきたが、学費の問題で断念したという。大学在籍中に後のジラソーレの面々と出会い、当初の田舎から出てきたばかりの野暮たい容姿などを改善してもらったというが、上記の志しのため、会社設立当初はあまり事業に乗り気ではなかった。後に村をまるごと買い上げた大ブランドの話を聞き、故郷を自分の手で買い取って保護するという大きな目標を持って仕事に励むようになる。
フランス編において、リヴァルとの関係悪化に悩む現地責任者として初登場し、本店より派遣されてきた悠を迎え入れる。あっさりと問題を解決した悠に職人としてだけでなく男性としても惹かれるようになり、編の終盤では公私に亘るパートナーとしての正式な交際を申し込む。しかし、互いに譲れないもののために交際には至らずに終わる。
以降、フランスが関わるエピソードでしばしば登場するが、紳士生地編においてはクラリッサが悠のサルトに入り浸っていると知り、急遽有給を取ってナポリへ乗り込んでくる。

#### ロンドン店
クラリッサ・レオーネ
ロンドン支店長。創立メンバーの一人。
腰の低い穏やかな美人。実家が仕立て屋で幼い頃から針子修行をしていたため、ジラソーレメンバーの中でも特に服飾に精通しており、サークル時代には裁断を担当していた。ロンドン支店ではカジュアル服を主に扱っているが、技術の研鑽も兼ねてサヴィル・ロウのテーラーと交流を持ち、悠には及ばないが紳士服にも明るい。実は本性はネガティブかつ内向的で、些細なことでパニックに陥りやすく、時に暴走する。押しに弱そうにも見えるが、自分が決めたことについては、ベソを掻きながらも決して譲歩しようとしない頑固な一面もあり、意外と要領が良い。同じ仕立て屋の出身ながら正反対の性格のラウラに懐いており、彼女の自分勝手で自信家な性格に憧れている。
ギルレーズ・ハウス編の前段話において、ナポリ店のヘルプとして作中に初登場する（その前にあったロンドン編では存在については言及されるも登場はしなかった）。その際、上記のコンプレックスであるメガネ姿を悠に見られてしまい、ショックで無断でロンドンに帰ってしまう。この一件で悠の実力は認めつつ、内心で避けるようになってしまうが、ギルレーズ・ハウス編を通してわだかまりは解ける。
紳士服生地編で再登場し、職人として研鑽するため、悠に内弟子修行（つまり若い男の家に泊まり込む）を申し出て騒動を引き起こす。最終的には通いで妥協するものの、かつて悠に告白して振られたエレナの嫉妬心を刺激し、再び騒動を起こす（一応、クラリッサ自身は悠に男として好意はないと述べているが、エレナを嫉妬させるような行動をあえてとる）。
ジュリア・ヴィスコンティ
ロンドン支店所属の海外営業担当。創立メンバーの一人。
ポニーテールと八重歯が特徴の明るい女性。常に異様なほどテンションが高く、敵味方問わず周囲を振り回すことが多い。また神経が図太く物怖じしない性格であり、現地人でも酸欠で倒れるほどの高地でも平然としているなど、超人的な体力も持っている。名字の通り、著名なイタリア貴族であるヴィスコンティ家の出身であるが、ジュリア自身の家は一般人と言って差し支えない傍流だという（ただし、営業としてヴィスコンティの名を利用しているという）。服飾に関しての高度な知識はなく縫製も全くできないが、営業担当としての行動力は高く、したたかで機転も利く。
配属はロンドンだが海外営業として常に世界各地を回っており、（どうしてそこに行ったのかは不明だが）高地やジャングルの奥地といった秘境にいるコマもしばしば登場する。このため、すぐに携帯電話の電波の届かないところに行ってしまうため、非常に連絡が取りづらい。ギルレーズ・ハウス編の終盤では、チベットの最奥にて最高級のパシュミナを手に入れるが、それが原因でさらなる騒動を引き起こしてしまう。

#### ニューヨーク店
フェデリカ・テッサリーニ
ニューヨーク支店長。創立メンバーの一人。
ノリが良く姉御肌でさばけた性格の美人。イタリア人だが幼少期をアメリカで過ごしたたために非常にアメリカ人気質な性格をしており、合理主義者で、自分が正しいと思ったことには相手の反応を気にせず、半ば強引に周りを巻き込んで進めてしまう。策士家タイプであり、同じタイプのベアトリーチェとは同じ経済学部、同じゼミ出身の同期だが、勘や感覚を重視する性格であるため、論理やデータを重視する彼女からは苦手意識を持たれている。ニューヨークに配属された理由も、アメリカに詳しい以外にも、その強引な経営手法が本部の経営方針に悪影響を与える可能性を嫌ったベアトリーチェから遠ざけられた経緯がある。
アメリカ編の前段にて、創立メンバーの最後の一人として作中に登場する。予てより話を聞いていた悠と会いたいとしてナポリへとやってくるが、そのままどさくさにまぎれてアメリカへと半ば強引に招待し、アメリカでの紳士服の難題について依頼するようになる。

#### 開発第二課
各支店に問題が発生した時に助っ人として派遣される、遊撃隊的な役割を担っているチーム。元々は社と関係ない場面で個人的に仲良くなった3人組で、ペッツオーリ社との業務提携騒ぎの際に社の株を収得し、株主特権で入社した。当初は閑職だったが、やがてそれぞれが個性を発揮し、次第に存在感が高まっていった。ベアトリーチェからは「その気になれば独立してブランドを立ち上げられるだけの人材の集まり」と評されている。
特急仕事の外注委託やそこまではいかない段階でも客からの注文に応えるアドバイスを求めて、ヴィレッダやイザベッラはサルトリア・オリベに頻繁に出入りして茶を飲んだりして過ごしている。
ヴィレッダ・インパラート
ペピーノ親方の弟子で靴職人見習い（マルコの妹弟子）。元修復師。後にジラソーレの開発第二課。
好奇心と行動力が旺盛な明るい女性。また頭の回転が早く、事態を引っ掻き回すことが大好きで、そのために策謀を巡らすことが多い（その際は、白羽扇を手に持った諸葛孔明を模した姿で描かれる）。後述の経緯から靴職人見習いとなるが、元は修復師で美術品やアンティークなどに造詣が深く、靴職人としてよりも、その博識や策謀で活躍することが多い。策士としてベアトリーチェに対抗できる数少ない人物（ベアトリーチェ曰く「敵に回したくない」）でもあり、結果としてジラソーレ・ナポリ店の利益に適うよう振る舞っている。一方で、同じ策士としてベアトリーチェと協力することも多い。マルコとともに悪のりしてトラブルを引き込むこともあった。
元は一部18話に登場した端役で修復師だった。その回のメインゲストである靴マニアの同僚に言い寄られ、その回のオチでその同僚に感化されて靴マニアとなり、ペピーノ親方に弟子入りする。その後、しばらくは端役であったが日本編においてラウラやイザベッラと出会い、ほぼレギュラーとして登場するようになる。フィレンツェ店の反乱騒動において、ジラソーレへの介入に成功し、そのまま開発第二課所属の社員となる（立場上はあくまでペピーノの弟子のまま）。
ラウラ・フォンターナ
仕立て職人。ペッツオーリ社服飾学校の生徒で、後にジラソーレの開発第二課。
金髪でツインテールの美少女。胸が大きく（Fカップ）スタイルも良い。登場時17歳。そのような外見・年齢ながら、仕立て職人としては自他ともに認める天才で、14歳にして自分の「究極の型紙」を完成させる。腕は確かにあるが自信過剰かつ負けず嫌いなところがあり、後述の経緯から悠をライバル視し、ナポリへ乗り込んでくる。元来の自分勝手な性格や、職人気質なところから周りを振り回すことが多く、後にジラソーレの社員となるも自由奔放に振る舞う。その一方で、根が真面目なところで、ヴィレッダや母エミリアには振り回されることが多く、ビアッジォには際どいメイド服などのコスプレをさせられてしまう。
代々ミラノ貴族に仕える仕立て職人の家の生まれで、アンドレア・フォンターナの一人娘。元は父のペッツオーリ社乗っ取りに与し、ペッツオーリの才能に惚れていることもあって年の差に関係なく後妻に収まろうと企んでいた。そこでペッツオーリの招聘を受けてミラノへやってきた悠に勝負を挑むも、今までのプライドをへし折られるような負け方をし、雪辱を晴らすためとして単身でナポリへとやってくる。当初は未来の母だと言ってユーリアの家に強引に居候するなどしていたが、後にヴィレッダと出会い、フィレンツェ店の反乱騒動を経てジラソーレに入社する。
悠に並々ならぬ反抗心を抱いているものの、その能力の高さを認めている裏返しでもある。本人はあくまで悠をライバルだと強調するもののエレナやクラリッサなど、悠に明白に好意を抱く存在が現れると取り乱す。しばしば悠に好意を抱いているとみられる描写もあり、マルコやヴィレッダにからかわれることも多く、ツンデレと揶揄されることもある。第一部の「日本編（サルトフィニート8巻）」や「下町テーラー」などで悠が帰国して店を空けた際には店の留守を引き受けるが、「服よりも自分が目当て」な恋多きナポリ男が殺到し、そんな状況に憤慨したりうんざりしたりして行き詰るたびにビアッジオの店に逃げたりして気分転換している。
イザベッラ・ベリーニ
ベリーニ伯爵の令嬢。カルロの恋人。後にジラソーレの開発第二課。
伯爵令嬢らしい非常におっとりとした箱入り娘。相手の気持ちを汲んだ思いやりのある発言も多い。初登場時は端役であったが（詳細はカルロの項を参照）、父と喧嘩して家出した際にヴィレッダと出会い、その後、ヴィレッダやラウラと3人で行動することが多くなりレギュラーとなる。おっとりしている反面、伯爵令嬢として社交力や上流階級との交友関係は強く、彼女自身が動かせる資産の額も大きい。そのため、ヴィレッダの策謀の金銭面のサポート役となることが多く、ジラソーレのフィレンツェ店の反乱騒動では株主として経営に入り込み、開発第二課としてヴィレッダ、ラウラと共に社員となる。
服飾については上流階級の人間として最低限の知識は持つものの、専門といえるほどでもなく、もっぱらヴィレッダやラウラのサポートに回る。その人脈の広さから、その回のメインゲストを悠やジラソーレに紹介したり、父・ベリーニ伯との関係を取り持ったりする。
先述の通り、基本はおっとりとした性格だが、カルロのことが絡むと思い込みが激しくなりしばしば暴走する。父に似て健啖家でもある。

### ペッツオーリ社
ジャコモ・ペッツオーリ
世界的ブランド「ペッツオーリ」の総帥兼デザイナー。ユーリアの実父。ミラノ貴族。織部の弟弟子。
経営者、デザイナーとして優れた人物で、一代で大ブランドを築き上げた人物。性格も清廉で職人としても秀でており、既にファッション界のカリスマとして確固たる地位を築いていたにも関わらず、さらなる技術研鑽のために生前のマリオに一時弟子入りしたことがある。そのため形式上は悠の弟弟子に当たり、マリオが逝去し悠が独立した後はその借金の保証人となり、必要に応じて仕事を依頼するなど、間接的にバックアップを行っている。悠の才能を高く買っており、自社に勤めないかと誘ったこともある。普段は温厚ながら、ファッション・ビジネスの第一人者として同業には手厳しく、「向上心の続かない人間には早めの転職を勧める」と公言する。
ユーリアの実父であり、妻の死去時のエピソードで彼女と確執がある（詳細はユーリアの項を参照）。ただし、ユーリアの方が一方的に敵愾心を抱いている形であり、ペッツオーリとしては娘として今も愛情を抱いている。ジラソーレのナポリ進出に伴う危機時には間接的に悠を紹介して手助けし、以降もしばしば遠回しな手助けや様々な試練を与えている。第一部の終盤では娘と和解できる余地があったにも関わらず、自分に対する敵意がジラソーレを成長させてきたとみなし、あえて突き放して、娘との対立関係を続ける道を選ぶ。
アンドレア・フォンターナ
ペッツオーリ社幹部（スーツ部門統括、附属服飾教室教頭。のち日本支店長、ナポリ支店長）。ラウラの実父で、エミリアの夫。
驕慢な性格の細身の中年男。代々貴族に仕える職人の家系に生まれ、ミラノ式の高い仕立ての技術を持つ。野心家で身内にはペッツオーリ社の乗っ取りを公言するが、本性は気が小さく、とても大ブランドのトップが務まる器ではない。特に当初は娘ラウラをペッツオーリと結婚させて乗っ取ろうとしていた。服飾技術についても、デザイン面でセンスがないと妻エミリアから評されている。基本的には滑稽さが目立つ人物だが、服飾職人や大ブランドの幹部としては十分な人物であり、冷静に人物の本質を見抜く洞察力と、年長の職人に対して敬意を払う礼儀正しさを備え、開店したばかりの日本支店を軌道に乗せるなど経営面でも活躍している。
ペッツオーリとナポリ仕立てに対する対抗心から悠に対して邪険に接することが多いが、悠の実力それ自体については高く評価している。天才肌の娘ラウラに対しては、自分に教えられる技術がもうないことなどからその奔放さに手を焼いているが、職人・人間として一人前になれるよう温かく見守っている。ペッツオーリとは互いの父娘関係を羨む間柄でもある。特に第一部の最後にはペッツオーリを憎むユーリアに対し、服飾業界に携わる父親として彼女を諭す。

### ナルチーゾ
世界的な大手ネット通販サイト「サービスジャングル」が展開する新しい服飾ブランド。名前はイタリア語で水仙の意。代表（統括）はサービスジャングルのイタリア支社長ゾーエ・シャッカルーガ。第二部84話（第13巻）より本格的に登場する。同部第85話以降は、リッカルドも社員として所属する。
イタリア仕立てをネットで大量受注・販売することをコンセプトとしているが、作中ではうまくいかず、しばしばゾーエの責任が問われる。もともとユーリアを屈服させたいゾーエの私情に基づいて設立されている。
ゾーエ・シャッカルーガ
大手ネット通販サイト「サービスジャングル」のイタリア支社長かつ「ナルチーゾ」統括。初登場は第二部84話。
ユーリアたちの大学の同期である気の強い美女。若くして世界的なネット通販サイトのイタリア支社長を任される能力を持ち、自らの発案による服飾ブランド「ナルチーゾ」の一切を任されている。社会学の大学教授であった父の影響を受けた、いわゆる意識高い系であり、大学時代は学生運動に参加し、しばしば資本主義や階級社会を敵視する言動を行う。その一方で世界的な大企業の幹部で、成功したブルジョワジー的な言動も多く、作中の登場人物から矛盾していると揶揄されることも多い。本人としてはネット通販を「消費者に平等に機会が与えられる」からとして肯定している。基本的には後述の経緯からユーリアを屈服させようとジラソーレを邪魔するような策謀を練るが、最後は目論見が失敗して、逆にナルチーゾが追い込まれ、責任者として狼狽するオチが多い。社長から叱責されることも多く、特に第三部最終話（第48話）では私情で動いていることをも把握していると譴責される。
ユーリアとは大学時代から面識があり、当時、貴族でもある父ペッツオーリに反発する彼女を、貴族階級に反発する同志だと勝手に思い込んで気に入り学生運動に誘う。のちに父に反発する理由を知ると、一転してユーリアに嫌がらせを繰り返すようになり、彼女から「ヘビ女」と呼ばれ、忌み嫌われている。卒業後は縁が切れるが、ユーリアを屈服させたいという意思は変わっておらず、ナルチーゾの立ち上げも、そのような私情に基づく。それが結果として失敗の原因にもなっており、キャサリンからは「あれさえなければ割とやり手なのに」と嘆息される。
キャサリン・イーグル
ゾーエの第一秘書。初登場は第二部84話（名前は第三部7話、名字は第三部28話で判明）。
ゾーエを的確にサポートする優秀な女性社員。暴走しがちな彼女の手綱を握るべく奮闘するが、基本的には毎回振り回される立場にある。また、途中からドナが参入し、さらに振り回される。社長に何度も配置転換を希望していることも明かされている。悠からは（雰囲気や強引さなどが）ベアトリーチェに似ていると思われている。
ドナ・ウィンストン
ゾーエの新しい部下。初登場は第三部21話。
背が高くスタイルの良い美女。第三部途中より、苦戦するナルチーゾのテコ入れとしてアメリカ本社より派遣される（もともとアメリカ本社勤務時からゾーネと面識がある）。見かけは真面目で礼儀正しく、仕事も的確にこなすが、本性は極度のマゾであり、高飛車なゾーネの在り方に惚れ込み、自らをゾーネ様の雌犬と呼ぶ。ゾーネからはそのような態度を職務熱心と見られていて、性癖には気づかれておらず、逆に彼女をよく知るキャサリンからは忌避されている。
第四部においては76話より日本支部の管理を任され、服装で悩んでいる部下の東郷を織部に紹介する。のち、中間管理職として、織部を利用してナルチーゾを躍進させようとするゾーエと、行動が予想できない部下の東郷との板挟みに遭う。
東郷椿（とうごう つばき）
「ナルチーゾ・ジャパン」企画開発課の女性社員。ドナの部下。初登場は第四部76話。
メガネに短いポニーテールの地味な若い女性。外見通りに生真面目な性格だが、些細なことでも根を詰めて唐突に切腹を試みるなど、大袈裟な描写も多く、行動が予想できない難物。基本は標準語だが、切羽詰まったり、感極まると薩摩弁が出るなど出身は鹿児島であることが示唆される。
働く女性を対象とした服飾企画で交渉役に抜擢されるも、相手方の先生に服装のダメ出しをくらい悩む。そこを赴任してきたドナの紹介で織部と出会い、彼の助言で解決する。以降、ゾーエの思惑も絡んで織部に難仕事を持ち込む役柄となる。

### その他の準レギュラー

#### ナポリ
マリオ・サントリヨ
「ミケランジェロ」の異名で内外にその名を知られた、ナポリの伝説の仕立て職人。悠の仕立て屋の師匠であり、またマリオにとって悠は唯一の正式な弟子でもある。物語開始時点ですでに故人。
職人気質の非常に強い極端に偏屈な性格で、家庭を顧みず収入も一切考慮せずに仕事を続けていたことから、家族に逃げられ多額の借金を抱えていた。弟子入りに当たって課した地下墓地での骸骨磨きの修行を8ヵ月やり通し、貪欲かつ天才的に技術を吸収し続ける悠を「自分の遺産を受け継げる」とまで評していたが、志半ばでクモ膜下出血に倒れ、帰らぬ人となった。
生前残した日本円にして累計約1億円にも上る借金は悠が引き継ぎ、現在も返済し続けている。
ペピーノ親方
ナポリの靴職人。マルコとヴィレッダの師匠。ベリーニ伯など有力者の靴も手がけたこともあり、靴マニアからも絶賛されるほどの腕を持つ。良い靴を造るためなら水虫の足に触れることも辞さない。マルコによると「進化論も信じてないガチガチのクリスチャン」だという。
ジャンニ・ビアッジォ
マリオの兄弟子に当たる仕立て職人。礼服をフルオーダーで仕立てられるほどの技術を持っている。現在はカサルヌオボに隠居し、息子の経営するパスタ問屋に身を寄せ、パスタ料理店を経営して生計を立てている。悠からは「叔父貴」、マルコからは「ご隠居」と呼ばれることも。
老齢などのため一見ボケているように見えるが、職人として鋭い言動を見せることもあり、その技術は老いてなお磨かれ続けている。技術の研鑽も兼ねてメイド服を始めとする様々な女性用コスチュームを仕立てており、弟子入りしてきたラウラや仕事の相談に来たジラソーレ社のメンバーにそれを着せて、ウエイトレスとしてパスタ店で接客させることを趣味にしている。仕立てたコスチュームはいわゆる「アキバ系」で際どいデザインだが、見た目に反して見えそうで見えない絶対領域を死守した高い技術をつぎ込んだ代物。またモニカに仕立てたバニースーツなどはバストが自然な感じで大きくサイズアップしたように見えるように仕立てられており、その事に感嘆したモニカはビアッジォに弟子入りをお願いしている。
生前のマリオに、悠の将来を思うなら破門して別の職人に弟子入りさせるよう諭していた。
ロドリーゴ・サンチェス
ナポリ旧市街にサルトを構えるパンツ職人。パンツの仕立ての腕は悠をして自分では敵わないと言わしめ、悠やマリオから何度となく下職を受けていた。パンツだけでなく他の分野の仕立ても一通りこなせる。マルコやセルジュからは、長髪と口周りのヒゲからフック船長になぞらえて「船長」と呼ばれている。ヒゲを剃り落として髪型を整えると、別人のように精悍になる。
代々パンツ職人の家系で、それ故に突出した技術と才能を持っているが、それで得られる収入の乏しさに嫌気が差し、若い頃からアイドルになることを目指し続け、40歳手前になっても未だに歌やダンスのレッスンを続けており、大部屋俳優の溜まり場などにも顔が利く。その夢のために方々から借金をしており、生活は常に苦しい。モデルとして成功していたセルジュに対して対抗心を抱いている。
悠の顧客となったアメリカ上院議員が、20年程前に出世払いの約束を踏み倒して役者から政治家に転向したアメリカ人の友人と知り、借金取りのためにフェデリカの誘いに乗る形で渡米。そこでひょんなことからハリウッド映画への主演が決まってしまい、紆余曲折を経て撮影は成功し作品は大ヒット、一躍全米に名前の知られる存在となり、借金も完済した。しかし件の友人との和解の席で、銃に否定的な意見を述べて同席していた全米ライフル協会幹部の不興を買ってしまい、アメリカから逃げ出すようにしてナポリに帰り、再びパンツ職人となった。ただし現在でも芸能界に復帰する夢は捨てていない。
職人らしい生真面目な性格で、鋭い観察眼や洞察力も持ち合わせているが、芸能界へデビューするにはその生真面目さが足枷となっていた面があり、アメリカから逃げ帰った時もフェデリカから同様の指摘をされている。
リッカルド・サントリヨ
マリオ・サントリヨの息子。父譲りの天賦の才能と並外れた技術を持ち、マリオの再来とまで謳われる仕立て職人だが、作中屈指のダメ人間としてあらゆる方面から「ナポリの白アリ」「油虫」と呼ばれ忌避されており、特に直接的に多大な被害を受けた悠（彼がマリオから引き継いだ借金の内、三割はリッカルドがマリオから盗んだ生地の代金）からは蛇蝎のごとく嫌われている。それでもなおその得難い職人としての腕を求められ、なんだかんだで仕事をし続けている。
幼いころから父であるマリオの指導を直接受けていたが、マリオが家庭を顧みなかったため母と共に一時ナポリを離れる。その後ナポリに戻りサルトを開業するも、その人間性が災いしあっという間にサルトを潰すハメになる（悠がマリオに弟子入りした際には既に人手に渡っていた）。元々酒好きで放浪癖があったため、失踪しても誰にも探されることはなかった。その間外国を放浪していたのだが、その最中政情不安定な国においてスパイ容疑をかけられ長期に渡って投獄され、融和政策によって釈放された後、ナポリ仕立て屋協会革新派の招聘を受ける形で帰郷。悠らを下職に使ってベリーニ伯の注文を10日で完成させ、その先見性や実力を再び認められてジラソーレにモデリストとして雇用された。協会の内部分裂が終息した後はイタリアを離れ、フランスに渡ってリヴァルのチーフデザイナーとなったが、あまりに怠惰かつ完璧な仕事ぶりや、工房の若手が会社の金で遊ぶ口実に彼を使ったためアランも頭を痛め、ジョナタとの勝負をさせている間に工房の引き締めを果たした後穏便に退職させられる。その後、今度はペッツオーリ社に転がり込み、ジラソーレ・フィレンツェ店を通して悠と「デニムとナポリファッションの組み合わせ」を競った。この際、悠は相手がリッカルドとは知らずに仕事を絶賛していたが、リッカルドは噂話のクシャミで病気にでも罹ったかとうろたえていた。途中でリッカルドだと知った悠はひどく落ち込んでいた。その後、大手ネット通販サイト・サービスジャングルの新ブランド「ナルチーゾ（水仙）」の工房に転がり込み、雇い主の注文を煙に巻きながら居座っている。
悠よりも長くマリオの指導を受けていただけあってその腕前は本物。さらに放浪期間中の長い収容所生活では仕立て仕事を繰り返していたため、縫製の腕は昔よりも上がっているという。仕事に取り掛かり始めると全力を尽くし、時には客の要望を無視してでも「その客に真に必要なもの」を提供できるなど、作中で幾度となく語られる「職人の条件」は満たしている。問題はその人格ただ一点で、前金を呑んで納期は守らない、他所の店の貴重なデッドストックをちょろまかして自分の飲み代に充てる、会社に所属すれば経費と称して飲み歩く、借金や堕落の道に他人も巻き込むなど、「職人として100点の腕前を持つが-200点の人格であらゆる信用を失っている」人物。一見するといかなる重圧や権威、義理や義務にも屈さない世間を超越した世捨て人のようだが、その実際は納期や評価、子供の頃からかけられ続けてきた期待がプレッシャーになって逃げ出したくなったために仕事ができなかっただけと自身で振り返っている。リッカルドの存在は悠の肩書きの一つ「マリオの生涯唯一の弟子」と矛盾するようだが、これは実父マリオにすら迷惑をかけ続けたリッカルドを、マリオの弟子の勘定から外そうという業界の配慮によるもの。修業時代に厳しくしごかれたドラゴネッティ親方を唯一苦手にしている。
ジョナタ・ジャイオッティ
ナポリ職人若手の有望株。実家が貧乏だったため幼い頃から仕立て屋に奉公に出されており、そのため若手の中では群を抜いて高い技量を誇っている。強面で気性が激しく、口調が独特で、有体に言えば荒木飛呂彦風のキャラクター。尚、雑誌掲載時は名字がジョイオッティとなっていた。貧乏にコンプレックスを抱いている。
仕立て屋協会の技術養成所の一期生として協会からスカウトされ、当初はカモッラに入って成り上がりたいからと拒否していたが、カモッラの幹部に納める悠の仕事を間近に見たことをきっかけに本格的に職人を目指すようになり、養成所に入学した。その後、モード服の仕立てで世に出たいと言い出し、リヴァルのデザイナーとなったリッカルドに勝負を挑み、当初は圧倒的実力差で敗北していたが、回を重ねる毎に飛躍的に成長し、最後には自力でリッカルドに勝てるまでに至っていた。
ベリーニ
ナポリ貴族。爵位は伯爵。ナポリ屈指の実力者で、世界的な実業家でもあり、伝統文化の保護・育成にも尽力している。趣味は馬術で、大会に何度も入賞したことがある。
基本的には公明正大な人物で、誰に対しても分け隔てなく接し、それ故に野に埋もれていた傑物を見出すことがしばしばあるが、そのような人間性のために相手の欠点などを人前で辛辣に指摘することも多い。一方で激しい気性とプライドも持ち合わせ、半ば個人的な理由で強権を振るおうとする場面もまま見られる。
かつてマリオを庇護しようとしたことでマリオとの確執が生まれ、それによって図らずもマリオに対する圧力を業界にかけさせてしまったことがある。悠に対しては後述のカルロに対しての仕事やその他の評判からその技術を高く評価していたが、一方で悠が特急仕事をこなさざるを得ない状況から個性の進歩が疎かになっている事を見抜いており、初対面時に本人の目の前で「独自性がない」「師匠の猿真似」と鋭く批判した。しかしこれは悠に見込みがある事からあえて厳しい評価を下した事、ナポリで職人として独り立ちする覚悟を問う必要がある事などから出た批判であり、その後に自身の結婚記念日用の一着を仕立てる依頼を悠が完遂したことで成長を認め、評価を改めた。以来悠と一流の職人として交誼を結び、サルト・フィニートの最終巻では、ペッツオーリ社のナポリ進出を機にカモッラに対する借金の肩代わりと手切れ金の用意を申し出て、カモッラと悠との関係を清算し、更に悠がナポリに根を下ろして職人としてサルトを開業する手筈を整えた。
カルロ・スパランツァーニ
トスカーナ貴族の末裔。爵位は男爵。悠から「殿下」と呼ばれている。留学経験があり、英語や日本語を始めとする12種類もの言語を使いこなす。
かつては裕福な生活を送っていたが、父の死去に伴って没落して市井に落ち、ニコラとともにナポリで貧しい生活を送っていた。ふとした偶然で悠と出会い、悠に仕立ててもらったスーツで大学の同窓会に出席。同じ同窓会に出席していたイザベッラとその父であるベリーニ伯に見初められ、伯の紹介で貿易会社へ入社、現在は商社マンとして世界中を飛び回る忙しい生活を送っている。またしばしばベリーニ伯の通訳を務め、最近では大型プロジェクトを手掛けることも多くなっている。仕事の関係で度々悠に自身や顧客などの仕立てを依頼している。
同窓会で出会って以来イザベッラと交際しているが、多忙な生活を送っていることなどからすれ違いになることが多く、それが原因でしばしばイザベッラと諍いを起こしている。
初登場時は世間知らずな面があり、没落後の生活がニコラの稼ぎでなく家の財産の残りで営まれていると思っていた。
ニコラ・ロンギ
カルロの秘書兼執事。悠らから「三太夫さん」と呼ばれている。3代に渡ってスパランツァーニ家に仕えており、家が没落した後は老骨に鞭打っての労働でカルロの生活を支えていた。幼少の頃から世話をしてきたカルロを孫のように見ている。
カルロや目上の人間に接する時以外は傲然としており、悠のサルトに依頼に訪れる度にアップで「ひかえおろう庶民!」と叫ぶのが定番となっている。
プレゼンティ
ナポリの場末で40年間開業しているピッツェリアの店主。店の看板にはスイカをモチーフにしたデザインのピッツァの絵が描かれ、「ドン・メローネ・ロッソ（スイカおじさんの店）」と呼ばれている。
悠やマリオ、ビアッジォらの馴染みで、「真正ナポリピッツァ協会」加盟店を上回ると言われるほどの腕を誇っていたが、店の立地が良くないことと両腕に入れ墨を彫っていたことから、近年は客の入りが芳しくなかった。しかし悠が入れ墨を覆い隠すシャツを仕立て、店のことを紹介したテレビ番組が好評だったことで客足が戻り、再びピッツァ職人として忙しい生活を送るようになった。ユーリアを始めとするジラソーレ社の面々も度々店を訪れている。
親分
カモッラの頭目の一人。名前は不明。マリオの馴染みの顧客で、マリオに対して莫大な債務を負わせていた。マリオが倒れた際、マリオの治療と引き換えに借金の引き継ぎを申し出た悠の腕前を認め、借用書の名義を全て悠に変更すると同時に、悠の馴染みの顧客となった。悠が日本に帰国していた時に、サルトを引き継いでいたラウラにモーニングを依頼したこともある。
クッカリーニ
クッカリーニ鞄店の元社長で、マリオの旧友。鞄職人の家の生まれで自身も職人だったが、父が金銭や納期にこだわらない仕事を続け家が困窮したため、父の仕事を管理するべく商人に転向。やがて実家を立て直したのみならず、支店をいくつも構える大商人となった。
会社経営からリタイアし隠居しようとナポリに帰郷した時に悠と出会い、悠の鞄に対する見識や特急仕事に激昂し、腕を見極める課題と称して鞄と仕立て服の調和するコーディネートの仕事を宛がい続けていた。やがて悠の実力を素直に認めるようになったが、悠との対決に刺激を受けたのか、隠居のつもりで帰って来たナポリに新しい支店を開き、自ら店長として収まり再び鞄販売に勤しむようになった。

#### イタリア（ナポリ以外）
マッシモ・ゼルビーニ
ジェノヴァの海運王・ゼルビーニ家の長男。コンスタンツェの兄。ゼルビーニ商会社長として、会長である父とともに会社の経営に携わっている。
その経営手腕と投資家としての才には定評があり、後にコンスタンツェに代わってジラソーレ社の筆頭株主となった。経営・投資方針は「守銭奴」、「銭ゲバ」とまで称されるほど（しかも本人もそれを否定していない）自己中心的かつ合理的で、将来性のある会社等を目ざとく見つけ出して投資を行う一方、投資価値がなくなったと判断した場合の見切りは極めて早い。ただしアゴスティ造船に関しては、家族ぐるみの付き合いや会社としての恩があることなどから、何かと世話を焼くことも多い。
悠の仕立ての力量を高く評価しており、自らの服の仕立てを含めて何度か仕事を依頼したことがある。
シモーネ・アゴスティ
ジェノヴァの造船業大手・アゴスティ造船の創業者の一人息子。甘やかされて育ったため傲慢で他人の迷惑を省みない性格になってしまい、金銭や資産でしか他人を評価しない。特に想像力が欠如しているとマッシモから指摘されている。事業の手腕もなく、父親から当てがわれた子会社を潰してしまっている。テンションも常に高く、マルコから「こち亀」のキャラクターになぞらえて「白鳥さん」と呼ばれている。
美しい女性と見るとすぐに口説こうとするが、「一定以上の生活レベルに達していない女性との関係は交際した内に入れていない」と公言し、基本的に格下と見下している他人との約束も守らないという最低男。家どうしの付き合いのあるコンスタンツェや、フランス服飾界でその名を知られるエレナに強引に言い寄っているが、コンスタンツェからは家族ぐるみで交際を拒絶され、エレナはチャールズも含んだ三つ巴の争いの末、勝負の舞台に立つことすら出来ず悠に取られた形になっている。この時も悠の邪魔をすることを思いつき「バッタもの（ロスタンのコピー品）を作れ」と注文を出したが、マダム・ロスタンのパーティ会場でバッタ物とバレて引っ立てられた。ただし、これは悠の仕立てがまずかったからではなく、むしろ完璧すぎたが故。
窮地に陥る度に横柄な態度で悠に仕事を依頼し、それによって一時は状況が好転するものの、調子に乗り過ぎて最後には前より悪い状況を作り出してしまう。そのような状況に陥ると、海軍出身の父親から「帝王学を身に着けるため」などと称してイタリア軍に強制入隊させられており、海軍・空軍・陸軍のみならず軍警察にまで在籍していたが、いずれもごく短期間で除隊し、その後も問題行動が収まらなかったため遂にはスペインのマグロ漁船に放り込まれてしまった。そのため、かつては甘やかしていた父親からも「馬鹿野郎」呼ばわりされるなど、見捨てられつつある。
エミリア・フォンターナ
ラウラの母でアンドレアの妻。ファッション誌「ヴェトリーナ」の記者。年齢に不相応なほど若々しい外見をしており、その行動力や体力はジュリアに勝るとも劣らない。娘と同様、極めて奔放な性格の自信家で、周囲を巻き込んで気ままに行動する場面が多く見られる。記者としての取材能力は高く、服飾に対する造詣も深い。
仕事熱心なあまり家族と別居し、家庭を顧みず仕事に打ち込み続けている。しかしラウラについては、将来を心配して大学への進学を奨め、その一方で職人としてのラウラの立場を尊重するなど、親としての一定の愛情を見せている。また夫・アンドレアに対しても、その気の小ささに辟易している様子は見られるものの、仕立ての技術については的確に評価しており、家庭を顧みず仕事に打ち込める環境を整えてくれたことに感謝し、現在でも夫婦として愛情を抱いている。
ラウラを一方的に振り回せる数少ない人間の一人であるが、ある意味ラウラ以上に周囲を振り回している。ラウラ幼少時の様々な写真（父親お手製のフリフリドレス姿やコスプレ写真）を常に持ち歩いており、ラウラを利用したい時はそれをネタにしている。
ボンピエリ
ミラノ貴族の末裔でもある服飾評論家。辛口な批評で知られ、かつて駆け出しのペッツオーリブランドを酷評して倒産寸前に追い込んだこともある。
ナポリ進出を画策するペッツオーリ社の急進派幹部の意向を受ける形でジラソーレ社を訪れ、ブランドとしての確たる方向性がないことを指摘し「ブランドの神話を見せろ」と注文、「女性が憧れる男性像」というジラソーレのコンセプトを確立させるきっかけを作った。
ペッツオーリ家とは個人的な付き合いがある。幼い頃のユーリアにも会ったことがあり、父に対して依怙地になる彼女に、ペッツオーリの本心の一端を語った。

#### イギリス
パウエル親方
サヴィル・ロウ最高と言われ、世界一とも称されるウェストコート職人。そのウェストコートは「血が通っている」と言われるほどの出来映えを誇る。そのためにサヴィル・ロウで引き抜き合戦が起きたこともあり、貴族の調停によって、特にどこにも属さないサヴィル・ロウのご意見番的な立場となった。
馴染みの顧客が過去に自分の仕立てたウェストコートが遠因で事故死したことにショックを受け、一時は引退していたが、悠に触発される形でサヴィル・ロウに復帰。ギルレーズ・ハウス騒動では、ウォーレン卿の命を受けて悠を再びロンドンへと連れて行った。更に後年、後進国の富豪が金に物を言わせ休暇中のホテルを強襲してまで自分の注文をねじ込もうとするトラブルに遭い、単身悠の下へ逃亡ししばらくの間サルトを手伝っていた。
本家はイギリス海軍軍人の名家。悠のことを「ナポリタン」と呼ぶ。パウエル親方の指導を受けた経験から、この後悠は仕立ての分業仕事を請け負う際にウェストコートを担当するようになった。
フレデリック・ウォーレン
イギリス王家の外戚に当たる貴族。世界的な実業家でもあり、サヴィル・ロウの保護に尽力している。
悠と直接対面する前に、あるパーティーの場で悠の仕事を目にしたことがある。その後、イタリア訪問中に起きたトラブルに際し、事態解決のためカルロが悠に引き合わせたのをきっかけに、その腕を見込んでイギリスに招待、サヴィル・ロウにスカウトしようとした。その後のギルレーズ・ハウス騒動では旧店を支持、悠を助っ人として再びサヴィル・ロウへ呼び寄せたり、様々な情報収集や対策の立案・実行を行った。パウエル親方の失踪騒動の際は、親方の居場所の隠蔽と件の富豪への対策に尽力していた。
チャールズ・エバンズ
イギリスの油田王。ウォーレン卿の縁戚にあたる。没落していた家を石油事業によって立て直したほどの経営手腕を誇り、紳士的な人間性も持っているが、一方で魅力的な女性と見るや即座に口説こうとするプレイボーイで、三度の離婚歴もある。
経営手腕と奔放な振る舞いは、若い頃の女性に関するトラウマに起因するもので、ラウラに振られたことによってトラウマから解放されたようだと本人も語っていたが、その後もプレイボーイぶりは変わらず、ラウラ以外にもエレナやクラリッサ、エミリアにまで言い寄っている。

#### フランス
アラン・リヴァル
フランスのモード服の大ブランド「リヴァル」の総帥。セルジュとエリックの父。
フランスの田舎の仕立て屋に生まれ、画家を目指してパリに移るも挫折、生活のために始めた服飾デザインの仕事が成功し、やがて現在の地位を築き上げた。貧しい生まれで挫折も経験し、更に服飾業界で様々な辛酸を舐め続けた経験から、激情的で嫉妬や劣等感などの負の感情が強い性格。様々な天賦の才能を持つ人間や良家の出身者に対して、必要以上に反感や対抗心を抱くことが多い。その対象はペッツオーリなど同業の商売敵だけでなく、実子であるセルジュにまで及ぶ。敵と見た相手を叩き潰す際は一切容赦せず、むしろ周囲が引くほど嬉々として相手を追い詰める。
そのような性格のためか、家庭や会社の教育方針は徹底したスパルタ方式で、特に所属する職人の4分の3が脱落すると言われる工房の厳しさは内外に知れ渡っており、セルジュとエリックにとって深いトラウマとなっている。また工房から独立した職人も、リヴァルの睨みが強過ぎるために業界で思うように活躍できず、そのことに対する批判も多い。
ジラソーレ社設立初期にエレナ達がモデルのアルバイトをしていた縁で、ジラソーレ社とは友好的な関係にある。ジラソーレ社とペッツオーリ社の提携によって一時関係が悪化しかけたが、悠の活躍によって元通り修復された。
経営方針は攻撃的で、常に新しいアイデアを求めそれを実践し続けている。「時計編」ではジラソーレが手掛けようとしていた「腕時計も含めたトータルコーディネート」企画を真似て、大ブランドの力を背景に無理矢理プロジェクトを進めたものの、職人側の事情を考慮しない無茶な注文が相次いだために倒産の危機を迎え、最終的にはベアトリーチェの奇策で難を逃れた。
家出したセルジュをどうにか連れ戻し工房入りさせようと画策していたが、セルジュが悠直伝のナポリ式の技術を確立させたためにパリ式への矯正が不可能になったと判断したことから、最後は悠への弟子入りを認めた。
耐え難い暗い感情が湧き上がると、チョコレートなど甘味を食べることである程度抑え込める。
マダム・ロスタン
フランスの高級紳士服ブランド「ロスタン」の創始者。90歳近い年齢になる老婦人で、フランスファッション界の長老格。イタリア・シチリア出身の針子で、嫁ぎ先のフランスで近所の子供達に作った服が評判となり、夫の協力でブランドを立ち上げ、今日の地位を築き上げた。
現在会社の実権は息子シャルルが握っているが、今なお業界に強い影響力を持っており、相談役的な立場で現場に関わることもある。同じイタリア人であるマリオのことも知っており、母子で悠をロスタンにスカウトしようとした。

#### 日本
悠の父
東京都台東区で自転車店「織部自転車」を経営している。若いころはイタリアに修業に行っていた自転車職人でもあり、出場しているかは不明だが筑波八耐にも赴いている。悠たちが日本に帰国した際には逗留したりしている。悠を含めた息子3人は既に独立しており上の2人は結婚している。弟子らしき者もいないが、息子同様に飄々としている。
お辰（おたつ）
東京都台東区の足袋職人の老婆。悠に裁縫の基礎を教え、紳士服の仕立ての道を奨めた師匠でもある。人間国宝を顧客に持ち、自身も勲章を授与されるほどの腕前を持っていたが、悠がイタリアに渡ってから脳卒中に倒れ、手に麻痺が残ってしまったため足袋職人を引退した。
悠がペッツオーリ青山店のアドバイザーをしていた際、日本人柔道選手のスーツに関する相談を悠に持ち込んだ。

### 各長編の主要人物
上記以外の各長編の主要人物について記載する。

#### ギルレーズ・ハウス編
第一部95話-109話。
ハリー・ベーコン
ギルレーズ・ハウスのサブカッター。のち同名の「ギルレーズ・ハウス」（以後、新店と表記する）を立ち上げギルレーズ・ハウスのお家騒動を引き起こした人物。初登場は第一部95話。
ギルレーズ・ハウスの後継者と目される程に腕の良い職人で先進的な人物。客足が減った店を守るためネットやCMを使った大々的な広告を打ち、それによって増えた需要に対応するため、外国人や偽物屋すら対象とする節操のない職人の確保を行う。これによって共同経営者で保守的なジョンソンのみならず、サヴィル・ロウの他店や王室も巻き込んで問題視され、一連の騒動が起こることとなる。そして職人全員を引き抜いて新店を立ち上げて独立し、腕前は高いとは言え若いフランス人であるエリック・リヴァルを採用し、その技術力と方向性をアピールする。
クラリッサとは友人であったが、彼女を引き抜こうとして間接的に断られたため、新店設立後は対立関係になる。実は彼女を女性として意識しているのだが、気づいてもらえてない。
エリック・リヴァル
「ギルレーズ・ハウス」新店のチーフカッター。アラン・リヴァルの長男でセルジュの兄。初登場は第一部95話。
かつて「リヴァル」の工房で修行するも、過酷な生活やアランに全く認めてもらえないことから家出。後にイギリスでヘンリーに匿われ、新店のチーフカッターに選ばれる。結果として工房から逃げ出したとはいえ、その腕前はフランス人の若手でチーフカッターに選ばれるだけのものを有している。
セルジュ同様に父をかなり恐れており、その父から匿ってくれたヘンリーには恩があるため逆らえない（ヘンリーの強引なやり方に全面的に賛同している訳ではない）。弟同様に心の何処かでは父親に認められたいと思っている。
ラルフ・ヒューイット
イギリス貴族ヒューイット家の当主。主に香港で活躍する実業家。英国人と香港人のハーフ。ヘンリー・ベーコンの影のスポンサー。
かつて植民地時代の香港で財を成したヒューイット家の若い現当主。前当主で父のモルガンが香港で作った現地人の妾の子だったため幼少期は香港の下層階級の中で過ごした。このため顔立ちは東洋系だが瞳の色は青い。正当な後継ぎが皆早世したため、後継者としてイギリスに連れてこられ、貴族として教育を受ける。その後才覚を現わし、傾いていたヒューイット家を建て直す。このような出自から、自身の国というアイデンティティに悩んだこともある。その関係で伝統についてドライな面をみせるものの、中国への返還によって、香港から英国的雰囲気が失われていくことを危惧している。
ベーコンに多大な援助を行ない、ギルレーズ・ハウス騒動の黒幕とも呼べる。ただ、その真の狙いは、先述の香港の伝統の保護に関係しているものであり、香港において新ブランドを立ち上げるためにイギリス服飾界で実績を作ることを目論んだものであった。
オスカー・ジョンソン
ギルレーズ・ハウス（旧店）のチーフカッター。初登場は第一部95話。
保守的な職人。先代よりギルレーズ・ハウスを継ぎ、ハリーと共同経営者となるも、他国人を店の職人に迎え入れたいというハリーと仲違いし、お家騒動を引き起こす。職人全員を引き抜かれてしまったことで半ば諦めていたが、旧知のパウエル親方から紹介された織部の仕事に奮起し、再び本家ギルレーズ・ハウスを守るために立ち上がる。

#### ハリウッド編
第一部135話-140話（23巻）。
ジョン・ゴールドバーグ
世界的な有名映画監督。初登場は第一部135話。
アカデミー賞常連という大監督で多忙な人物。1930年代のハリウッドを舞台とした新作映画の構想に悩んでいたところ、ある紹介で面談したロドリーゴを気に入り、主演に大抜擢する。完璧を求めるあまりに気難しく偏屈なところがある面倒な性格で、またプライベートでも離婚騒動を抱えている。
新作映画の撮影にあたって、服飾面の問題もこなして行く悠やラウラを気に入る。順調に進むが、途中で世界同時不況でスポンサーが撤退し完成が危ぶまれる自体に陥るが、自らの財産を処分して制作費を捻出し、また映画の内容も明るいものに変更して完成させる。最終的には公開と同時に世界的な大ヒットを遂げる。
エイミー・シェパード
アメリカ人女優。初登場は第一部136話。
10年前、人気子役であった気の強い女性。現在はマネージャーだった父ハロルドのスキャンダルで没落しているが、過去の人気を引きずっており、未だに高飛車。ゴールドバーグ映画の主演女優としてスターダムに返り咲くことを狙っているが、相手役のロドリーゴはおろか、ゴールドバーグにも気に入らないことは食ってかかる。最終的に映画の大ヒットにより、芸能界への返り咲きに成功する。
ポール・ホーマー
長年ゴールドバーグと組む映画プロデューサー。初登場は第一部135話。
気難しいゴールドバーグを熟知し、彼に振り回されながらも、映画を完成させようと奔走する。

#### マフィア編
第一部165話-172話（28巻）。本編開始の少し前のエピソードとして展開され、シチリア島を舞台とする。
ピエル・サントゥニオーネ
先代ドンの孫で、ファミリーの後継者。初登場は第一部167話。
軟弱で肥満体の青年。島外の大学に進学中。オタク趣味に傾倒しており、ファミリーの金で大学生活にかこつけた放蕩生活を送る。外見的にも内面的にもまったくマフィアらしさがなく、先代ドンの遺言とはいえ、母チェチーリア以下、叔父で大幹部であるバルトロメオとガスパーレの頭を悩ます。当初はあくまでドンになる気はなく、隙きを見つけては母や叔父達から逃げ出そうとする。しかし、従兄弟ファウストの登場によって、彼を恐れつつも、彼の計画に反対の意を示す。最終的にファウストが仕掛けた抗争が始まる中にあって、悠が見つけ出したピート香のジャケットにより先代のような貫禄を持ち、抗争を無難に収める。
チェチーリア・サントゥニオーネ
先代ドンの長男の嫁で、ピエルの母。初登場は第一部165話。
先代ドンのトト死去後に、実質的にファミリーを率いる女傑でゴッドマザーとも呼ばれる。貫禄に欠ける息子ピエルが次期ドンになるにあたって、先代のツイードのジャケットを再現し、貫禄不足を補うことを画策する。そのため、元を仕立てたマリオ親方を島に招待しようとしたが、故人であったためにその弟子である悠が島に招かれることとなる。当初は若い東洋人である織部を危惧するものの、その力量を知るとジャケット代10万ユーロ（約1200万円）という法外な値段も飲む。ピエルの軟弱ぶりに思わず拳銃を撃ってしまうこともある。
バルトロメオ・サントゥニオーネ
先代ドンの次男でファミリーの幹部。初登場は第一部165話。
先代時代よりファミリーを支えてきた守旧派の男で、弟ガスパーレと対立している。血の掟（オメルタ）など、従来のシチリア人やファミリーのあり方を重視し、それを守ることが生活を守ることであると強く考えている。チェチーリアが行った悠への依頼に対し、その法外な値段と、さらにそれが対立組織のカモッラに流れるということから激怒し、悠にそれだけの価値があるか職人としての腕を試す。その注文品の出来と共に、ガスパーレとの一触即発の現場にも平然と立ち入り、職人としての筋を通す悠の態度に感心し、評価を改める。
ガスパーレ・サントゥニオーネ
先代ドンの三男でファミリーの幹部。初登場は第一部165話。
先代時代よりファミリーを支えてきた革新派の男で、兄バルトロメオと対立している。時代が変わり、旧態依然ではファミリーはおろかシチリア島自体が困窮していくことを危惧し、時代にあった業種にも手を出すべきと考えている。チェチーリアが行った織部への依頼に対し、当初はバルトロメオと同じ見解で反対するが、チェチーリアの言い分を聞き、実際に頼りないピエルのことも踏まえ、賛成に回る。裁ち鋏を踏まれ悠がピエルを殴った件では悠の言い分を認め、解放する。
バッチ
サントゥニオーネ・ファミリーの構成員。初登場は第一部165話。
スキンヘッドの強面の男で、悠の監視役。故マリオの後継者として、有無を言わさず悠をシチリア島に強制的に連れてくる。当初は若い東洋人の悠を軽んじるものの、マフィア相手に引かない態度に関心するようになる。編の終盤ではピエルをファウストの襲撃から庇い重傷を負うも一命は取り留める。最後は最初に悠に作ってもらったコッポラ帽を被り、ゼノーニと共に島を出る悠を見送る。
ファウスト・サントゥニオーネ
バルトロメオの長男。初登場は第一部167話。
ピエルの従兄弟であり、よほど彼よりもマフィアらしい青年。血の気が多く、放蕩者で、堅気にも手を出し、最後は自身に諫言した幹部を半殺しにしたことで先代ドンに追放される。跡目を狙って島に舞い戻り、最終的にはピエルの暗殺も画策する。また、新規事業にかこつけて、殺し合いの見世物を行おうとしており、父バルトロメオからも危険視される。
編の終盤でピエル暗殺未遂を引き起こし、ついに抗争に至る。しかし、もともと堅気からの人望が無かったために情報戦で不利になり、さらに最後は先代の雰囲気を纏ったピエルに気圧され、負けを認める。本来であれば粛清されるところであったが、バッチが死んでいないこともあり、ピエルの命令により命は助けられる。
ゼノーニ親方
シチリアの仕立て職人。初登場は第一部165話。
現地にてサントゥニオーネ・ファミリーに贔屓にされている老職人。悠の技術力を評価するにあたってチェチーリアに呼び出され、彼が作った帽子を「糸が置いてある」として高く評価する。以降、現地での悠の働きをサポートし、島の情報などを教える。その穏やかな見かけに反し、シチリアの男として非常時には銃も扱う。

#### 腕時計編
第一部173話-186話（29-30巻）。腕時計とのコーディネートがテーマとなる。
ハンネス・オーネゲル
スイスの独立時計職人。腕時計編の主要人物。初登場は第一部174話。
まだ年若い青年ながら、かなり腕の立つ時計職人。非常に生真面目な性格であり、フランシーヌが家出してくると彼女を母屋に泊まらせ自身は工房で寝るなど、正式に仲を認められるまで決して手を出さないという。その職人としての腕や人格はジェロームから高く評価されるものの、職人ゆえの経済観念を危惧されており、フランシーヌとの仲を認めてもらうために、ジェロームの出す難題に対応していくこととなる。
フランシーヌ・ジェローム
ジェロームの娘でハンネスの恋人。コンスタンツェの友人。初登場は第一部174話。
深窓の令嬢といった美人。ジェロームが歳を取ってから得た一人娘であり、大事に育てられてきた。ジェロームが縁談話を持ってくるなど自分の人生がすべて父のレールの上にあることに反発して大喧嘩し、予てより繋がりがあって惹かれていたハンネスの家に半ば押しかける形で家出する。幼い頃より父から時計のことを聞かされて育ったために、自身も時計好きであり、腕の良いハンネスに惚れた理由ともなっている。
ジェローム
フランスの実業家。ハンネスのパトロン。初登場は第一部173話。
高齢の大実業家で、機械式時計の熱心なコレクター。クロードのスポンサーを務めており、彼の狙いが娘のフランシーヌと気付きつつ、時計談義に話を咲かせていた。ところが、娘が自身がパトロンを務めるハンネスと駆け落ちしてしまったため、一時時計嫌いとなる。ハンネスの時計師としての実力や素朴で真面目な人となりは高く評価しているが、その性格ゆえに資産家の娘を妻にして、彼女を守りきれるかを疑問視されており、その点で援助を打ち切るなどハンネスにキツく当たる。フランシーヌの友人であるコンスタンツェ（及びその背後にいるマッシモ）の仲裁によって、ハンネスが経済的実力を示せば二人の仲を認めるとして腕時計編が始まる。
クロード
フランス人テニスプレーヤー。セルジュの友人。初登場は第一部76話。
フランス屈指の強豪選手だが、暴力的・傍若無人な振舞いから「悪童」と呼ばれる問題児。自分のやり方を否定してきたコーチ達がクラシックスーツを着用していたことからクラシックを嫌い、モード一辺倒であったが、スポンサーと拗れた仲を修復するために、悠にクラシックを仕立ててもらい、態度を一部改める。
腕時計編の冒頭で再登場し、スポンサーであるジェロームの娘フランシーヌに恋慕して、ジェロームの歓心を買うために機械時計に凝るようになる。しかし、フランシーヌの駆け落ち騒動で目論見はすべて壊れ、再び悪童と呼ばれる状態に戻ってしまう。

#### セルジュ修行編
第一部187話-193話（31巻）。
ダミアン
セルジュのモデル業の先輩。初登場は第一部190話。
かつてカリスマモデルとして名を挙げた人物で、アランやマダム・ロスタンとも面識がある青年。しかし、とあるスキャンダルで干されたことをきっかけに大病を患い、薬の影響で頭髪は薄く身体は痩せこけ、30手前にして老け顔となってしまう。本来はまだ安静が必要な身体であるにも関わらず、元が伊達男であるため、弱った姿を見せないように気を張っており、舞台俳優としてカムバックすることを公言する。セルジュ修行編において、セルジュの修行の成果を最終的に試す人物となっている。
ヴァレリー、ジェルマン、ルネ
セルジュのモデル時代の仲間。初登場は第一部187話。
モデルらしくイケメン揃いの青年たち。モデル業の傍らで服飾のプロデュース業も行おうとし、セルジュと行動を起こす。初登場はセルジュ修行編であるが、そもそもフランス編の終盤でセルジュが織部の家に家出するきっかけとなった雑誌企画の服飾プロデュースの話も彼らが関わっていたという。その時の企画が上手くいったことを踏まえて、将来を考えて本格的に店を開くことを検討する。そのためにナポリで修行しているセルジュに再び声を掛け、セルジュ修行編が始まる。最終的には、マダム・ロスタンが指摘した袖丈七ミリの差を軽視する発言を行い、その服飾に対する見識の甘さをアランにダメ出しされてしまう。

#### 魅惑のシャツ編
第二部37話-43話（7巻）。シャツをテーマとする。
ジョー・ローリング
アメリカの有名ステーキハウスチェーンの社長。アメリカ人。シャツ編の主要人物。初登場は第二部37話。
フェデリカの顧客で、カウボーイ気質的な人物。イタリア進出の際、服装、特にシャツに関して現地で馴染めなく、悠の顧客となる。 毎回、期間が短いため、シャツのみの新調となり、シャツ編を通して様々な依頼を行う。
イタリア進出の真の目的は、自分をフッた学生時代の元恋人パオラへの復讐であった。しかし、更なる真の目的は別れ際にパイを投げつけられた仕返し（同様に顔面にパイを投げつける）と、アッサンドリ財団を影から支援するためであった。
パオラ
アッサンドリ財団社長夫人。初登場は第二部38話。
かつてアメリカの大学に留学し、ローリングの恋人だった美女。しかし、家業の悪化によって実家に呼び戻され、財団から支援を受けるため、年の離れたアッサンドリに嫁ぐこととなる。ローリングに別れを切り出せないでいたところ、さらに卒業パーティーの際に彼から思いがけないプロポーズを受け、パニックを起こしてその場にあったパイを投げつけてアメリカを後にしたという過去を持つ。シャツ編において、あくまでビジネスの体裁を装ってアッサンドリ財団に近づいてきたローリングを復讐に来たと考え怯える。
アッサンドリ
アッサンドリ財団の社長。初登場は第二部38話。
イタリア中部を代表する中堅財閥アッサンドリ財団の長。性格は穏やかな初老の人物で、身体がやや弱い。ローリングのイタリア進出によって財団が危機に陥り、パオラとの過去を知って抵抗を試みるが、ことごとく失敗し、心因性の発作を悪化させる。

#### コートをめぐる冒険編
第二部51話-57話（9巻）。とある由緒あるカシミアのコートの行方を探すと同時にコートにまつわる依頼を織部が解決していく。
ニナ・ベルトロット
五つ星ホテル「ルクックス」のクローク係。コート編の主要人物。初登場は第二部51話。
大ホテルのクローク係を務める若い女性。番号札を読み間違え、上得意のコートを間違った客に渡してしまいコート編のきっかけとなる。大の酒好きで仕事の失敗や理不尽な目にあったことをイレーネのバーで発散するのが日常となっている。このため、イレーネとも顔馴染みであり、同じくコートで問題を抱える常連客・井ノ原もあって、彼女のツテで悠を紹介される。その後、同編においてコートの問題を抱えるお客に対し、悠と一緒に問題に関わる。
第二部9巻の巻末オマケの後日談として反省して酒を断つものの、そのイライラでポカをやらかし、再び支配人に怒られる。
イレーネ・フリジメリカ
女性バーテンダー。クラリッサのルームメイト。初登場は第一部116話（20巻）。
元は文学少女ながら文学好きが高じて酒の道に入ったという美女。大学時代のクラリッサのルームメイトであり、ジラソーレの面々とも面識がある。作中随一の巨乳（スイカップ）で、それゆえに多くのシェイクが必要なピンクレディをやたら注文される問題に悩まされる（シェイク回数が多いことで胸が揺れ、さらに汗ばむなどして胸のシャツがはだけるのをスケベな客に狙われる）。そのため師匠より、この問題を解決できなければ破門という危機に陥り、ジラソーレに特注のシャツを頼むこととなる（これは最終的に悠の奇策によって解決する）。
コート編で再登場し、舞台となるホテルのバーテンダーを務めている。常連客ニナの友人でもあり、彼女の愚痴を聞きつつ、結果としてかつて自分も救われた存在として織部を紹介する。
その後も愛しのカプリ島編など、しばしば端役で登場しており、悠が気分転換に彼女のやバーをよく利用している（またそれがきっかけで、仕立てにおける課題解決のヒントを閃いたりしている）。
支配人
本名不明。ルクックスの支配人でニナの上司。初登場は第二部51話。
禿頭の威厳のある人物。接客業のプロとしてニナに厳しくあたる。先代からの上得意であるイラーリオのコートを紛失した件について真剣に悩み、ホテルとしてできる最大限の配慮をなそうとする。編の終盤で開き直ったニナがイラーリオに啖呵を切った件については、イラーリオ側がニナの言い分を認めたこともあって、これをあえて怒ることをせず、失敗を糧にすべしとニナを静かに諭す。
イラーリオ・ボルゲーゼ
コート編のきっかけとなるコートの持ち主。初登場は第二部54話。
少壮の大企業の社長。先代から受け継いだ大事なカシミアのコートをニナの手違いで失い捜索している。長年のホテルとの関係も配慮して次のコートが必要なシーズンまで待つとしているが、リミットを超えれば訴訟も辞さないと豪語する。自身がまだ若輩であるがゆえに、先代からの取引先から舐められないために先代のコートを必要としており、それを叔父に危惧されている。最終的に様々な行き違いから大事な会合にコートが間に合わない窮地に陥るも、織部の仕立てで助かる。
イラーリオの叔父
本名不明。イラーリオの会社の相談役。初登場は第二部54話。
年配の落ち着いた男性。甥のイラーリオがコートに拘っている危惧している。コート編の終盤で開き直ったニナの指摘に乗る形で、イラーリオを諭す。
リベラート
本名不明。イラーリオの弟。探偵。初登場は第二部55話。
半ば趣味で探偵業をしている男。一応は常務待遇の地位にあるが、素人劇団で放蕩生活を送る。イラーリオから軽視されるも、コート編では容易く当該のコートの持ち主であるベルナルディーノを見つけ出す。それとは別にシャーロキアンでもあり、かつてシャーロキアンのオフ会で鹿撃ち帽のホームズのコスプレで顰蹙を買った失敗から、織部にホームズのコスプレにふさわしいコートを依頼する。
ベルナルディーノ
ボローニャの雑貨商。初登場は第二部55話。
コート編のきっかけとなるカシミヤのコートを持ち去った中年男性。最高級カシミヤの効果で商談を数々の成功させるも、間違いに気づいた後はクリーニング店にあずけていた。ところが、店のミスで似たようなコートと取り違えられ、さらに候補が2着になるという事態に見舞われる（ただし、持ち主であるボルゲーゼが見れば写真でもすぐに見分けられるレベル）。

#### デニムとのマリアージュ編
第二部58話-64話（10巻）。デニム（ジーンズ）とナポリ仕立てのコーディネートがテーマとなる。
アボガドロ
アート芸ユニット「グラッフィート」のツッコミ役。ジーンズ編の発端で主要人物。初登場は第二部58話。
同郷の幼馴染であるベッタリーニと共に元は普通の左官であったが、イベントでの即興芸が認められタレントデビューする。左官の仕事着ということもあり、互いに熱心なジーンズマニアであったが、互いに自分が手に入れた希少品を自慢争いしだし、だんだんと仲が悪くなる。極め付きにコメディアンの先輩であるジョルジが所有するマニア垂涎の「リーバイス501XX1930年代モデル」を巡って完全に仲違いする。ジョルジが譲る条件として出したジーンズのコーディネート勝負に勝つため、イメージキャラクター契約をしているジラソーレ社のフィレンツェ支店（サンドラ）を頼る（相方がナポリ本店に依頼していることを見越してフィレンツェに行った）。ベアトリーチェの思惑もあり、ジラソーレのナポリVSフィレンツェの代理戦争に至る。
ベッタリーニ
アート芸ユニット「グラッフィート」のボケ役。ジーンズ編の発端で主要人物。初登場は第二部58話。
アボガドロと共に元は左官という経歴のコメディアン。アボガドロの説明欄の通り、ジョルジが所有するビンテージ・ジーンズを巡って相方と争うこととなり、イメージキャラクター契約をしているジラソーレ社のナポリ本店（ユーリア）を頼る。
ジョルジ
イタリア・コメディアンの大御所でグラッフィートの先輩。ジーンズ編の主要人物。初登場は第二部58話。
趣味人で自由闊達な初老のコメディアン。祖父の遺品としてたまたまビンテージ・ジーンズの「リーバイス501XX1930年代モデル」を所有していたが、これをグラッフィートの2人が欲しがったことから、ジーンズとナポリ仕立ての組み合わせという課題を出し、素晴らしいコーディネートの方に譲るという形でジーンズ編が起こる。

#### モノトーンの彩り編
第二部65-71話（11巻）。黒・白・グレーのモノトーンスタイルがテーマとなる。
チェレスティーノ・バルツァーギ
ルポライター。バルツァーギ家の子息。モノトーン編の主要人物。初登場は第二部65話。
バイカースタイルの青年で、実際にバイクに乗り、各地の風景を撮影し記事を書く生活を送る。ジェノヴァでも屈指の貿易商であるバルツァーギ家の出身であることからマッシモとも知り合いで、彼の紹介で織部と出会う。趣味的にも仕事的にも黒の服を好むが度が過ぎること、さらにバルツァーギ家の長老ジャンパオロが黒服に拒否感を持ち、あえて黒服で仕事が失敗するよう仕向けるなどの妨害に合い悩む。そこで織部より提案されたモノトーンスタイルを気に入り、同編のテーマとなる。
ジャンパオロ・バルツァーギ
バルツァーギ商会の先代で長老。チェレスティーノの曽祖父。モノトーン編の主要人物。初登場は第二部65話。
御年90の古老で、大戦後の混乱期にも商会を守り切った人物。黒シャツ隊の思い出から、病的なほど黒服を嫌い、曾孫のチェレスティーノが黒服を愛用していることに激怒する。その黒服というただ一点で、チェレスティーノを支援したゼルビーニ家やベリーニ家に喧嘩を売ろうとするほどで、一族からも白眼視され始める。ビジネスでもあまりに頑固な態度に最後は一族の総意で実権を取り上げられてしまう。
実は若い頃ファシスト党に期待し、黒シャツ隊に憧れていたことが黒服嫌いの裏返しであったことが明かされ、最終的に織部の仕立てにより黒タキシードを着て認識を改める。
サブリナ
フリーアナウンサー。初登場は第二部67話。
売出し中の美人アナウンサー。北部出身の名家出身で、ファッションにも詳しい。南部（ナポリ）嫌いで、安易な黒系ファッションを酷評したこともあり、ジャンパオロの差し金でチェレスティーノとの対談を担当することになる。しかし、織部のモノトーンのコーディネートや、チェレスティーノ自身のナポリの説明、さらに彼の人となりに好印象を懐き、むしろジャンパオロの思惑を外してチェレスティーノと付き合うようになる。
同編の終盤ではチェレスティーノからプロポーズされこれを受けるも、モノトーンだけの装いでは駄目だと釘を刺す。

#### 愛しのカプリ島編
第二部72-78話（12巻）。保養地カプリ島を舞台にリゾート地向けのカジュアルな服装がテーマとなる。
井ノ原（いのはら）
日本人雑貨商。初登場は第二部51話。
初登場はコート編の初話であり、のちカジュアル編のレギュラーを務める。コート編で助けてもらった縁から愛しのカプリ島編のきっかけとなる仕立てを織部に頼む。
学生時代は旅好きな一面があったが、就職してから仕事一辺倒になった結果として家族と擦れ違いとなり離婚したのをきっかけに転職。業者や個人の依頼で雑貨を仕入れる仕事を始めてからは世界中飛び回る生活となるが、離れた家族とも以前よりは交流が続いている。
夏見
小学校の校長。初登場は第二部73話。
引退間近の落ち着いた初老の男性。大学時代の旧友の伝手でカプリに逗留している。教育者として片意地を張っており、スーツもリゾート地とは反するブリティッシュスタイルに固執する。井ノ原の紹介を受けた織部にもあくまでブリティッシュスタイルが良いというが、場所に合わない装いの結果、熱中症となり、半信半疑で織部のリゾート向けのカジュアルな仕立て着るとこれを気に入り、以降同編中においてカジュアル仕立てで登場する。
メイスン
ロンドンミュージック界の大物プロデューサー。初登場は第二部74話。
とある一件で井ノ原や夏見と出会い、織部のリゾート向けのカジュアルなスタイルに興味を持ち、仕事を依頼するようになる。

#### ハートウォーミング・チェック編
第二部79-85話（13巻）。タータンチェック柄がテーマとなる。
ラムゼイ
スコットランド旧家の老当主。初登場は第二部79話。
ベリーニ伯も援助している遺跡発掘調査の場所の地主。ジラソーレ社の新規製品のチェック柄が、ラムゼイの家のタータンに酷似していたため、抗議のためにナポリを訪れる。ジラソーレ社のタータンに対する見識を確認するため、難しいチェック柄の装いに関する課題を出す。この後、ジラソーレの新店騒動も重なり、 ラムゼイの家や発掘調査に関連してジラソーレや織部にチェック柄の依頼が数多く舞い込み、チェック柄編のきっかけとなる。
ラムゼイの息子
本名不明。初登場は第二部79話。
父・ラムゼイがジラソーレにタータン使用の許可を出したことに真っ向から反対する。タータンはあくまで一族のものであって当主の一存で決められるようなものではないとし、改めてジラソーレに課題を与える。

#### 白シャツ編
第三部8-13話（2巻）。それまでの長編とやや異なり、1編2話構成で3編展開される。
プロイエッティ
ミラノのシェフ。白シャツ編のきっかけとなる。第三部8・9話の登場人物。
ミラノに店を構える世界的に有名な三ツ星シェフ。厨房の皇帝の異名を取り、プロ意識が高い。料理の腕もさることながら、オンもオフも身だしなみに気をつけており、特にブルーのナポリシャツを長年愛用している。ボンピエリとも旧知の仲。東京出張に際して随行させる弟子を決める際、ブルーシャツで自分に阿る弟子が多い中で、織部の働きで白シャツを来た弟子に目を止め、その服装を気に入る。ところが、ボンピエリからそれが特急仕事を行っている日本人仕立て屋の働きと知ると、へそを曲げ（特急仕事はプロ仕事の美意識に反する）、白シャツ編のきっかけとなる。
当初は織部に敵対心を抱いていたが、実はかつて夏の日本での仕事でカラーシャツゆえの失敗をしたことがあり（汗だくとなり洒落者としての醜態を晒した）、白シャツへの興味から最終的には織部に仕事を依頼する。
コーエン
ニューヨークのトラベルコーディネーター。第三部10・11話の登場人物。
実直なアメリカ人ビジネスマン。とあるハリウッドセレブの南イタリアでのハネムーンを請け負うも、アメリカのビジネスマンらしい白シャツが肩苦しいと現地の不興を買い、織部に助けを求める。本来的にはフォーマルな場で着用される白シャツで、洒落者のイタリア人を納得させるという目的で話が展開される。地元のマフィアのバカンス日程と被ったり、顧客のハリウッドセレブの我儘ぶりによる日程の変更でスタッフが怒るなど、苦労する。
丸山
日本の雑誌社の編集者。第三部12・13話及び第三部2巻収録の特別編「禊の白褌」の登場人物。
売れっ子小説家のニッコライの担当の青年。ニッコライから原稿を受け取るためにイタリアへとやってきたが、締め切りを過ぎても原稿を完成させない彼に業を煮やす。しまいにはその日本人らしい白シャツ黒靴という恰好にケチをつけられ、白シャツ黒靴で自分を納得させる着こなしを見せろと難題をふっかけられて織部を頼る。その後、織部によってニッコライの鼻をあかすが、今度はノーネクタイパーティに白シャツ黒靴というさらなる難題を課される。
ニッコライ
イタリア人小説家。第三部12・13話の登場人物。
売れっ子の小説家。イタリア人らしい気質で、仕事は怠けがちで美女には甘い。締め切りを過ぎても仕事をサボろうとするが丸山には通用せず、最終的にその日本人らしい服装（白シャツ黒靴）にケチを付け、自分を納得させる着こなしを見せなければ原稿を完成させないと難題を課す。その後、織部に助けられた丸山の服装に負けを認めるが、短編の依頼を勝手に前後篇にしており、再び後編の原稿を巡って同様の騒動を起こす。今度はノーネクタイパーティに白シャツ黒靴という織部でもまずは無理と即答する難題を課す。

#### 下町テーラー編
針生親方（はりゅうおやかた）
東京下町・谷中の老舗テーラー「テーラー針生」の主。下町テーラー編のきっかけの人物。存在自体は下町テーラー編の前段となる特別編『維新の鋏』で言及されているが、実際の登場は第四部6話。
長年下町でテーラーを経営しきた熟練の仕立て職人。イギリス式が主流の日本にあって珍しいイタリアで修行した職人であり、長年、東洋人の体型に合わせてきた技術を持つ。そのために悠が日本に帰郷した時に教えを受けていた恩人の一人。階段で転んで肩の骨を折る重傷を負い入院し、退院までの店番を旧知の悠に頼んだことが下町テーラー編のきっかけとなる。悠には報酬として、明治に製作された吉田弥十郎の裁ち鋏の逸品を譲ることを約束している。
第四部6話にて退院するが、働きたくないと言い出し、結局、悠の日本滞在が延長されることとなる。実は後遺症が残り、まだ完全に復調していなかった面もある。以降は各地を旅しながら、旅先で出会った人物を悠のいるテーラーに送り込む役どころとなっている。
針生舞花（はりゅう まいか）
針生親方の孫娘。通称ケメ子。下町テーラー編のレギュラーキャラクター。初登場は第四部特別編『維新の鋏』。
ギャル系の女子高生（高1）。下町テーラー編の狂言回し的存在。悠が祖父の店を預かることになってから頻繁に店の方に顔を出すようになり、悠にちょっかいを出しつつも、彼の仕事ぶりに感銘を受ける。悠の言い回しに反発することも多いものの、一方で悠がイタリアに戻るという話を聞いた時には残り少ない悠との生活を悲しんだ（祖父が仕事を拒絶したために悠の滞在が延長される）。
幼馴染の頼子に付き合う形で東京でも有名な進学校に入ったが、外見通りに勉強は苦手。入学後、すぐに勉強についていけず、創立以来の劣等生とまで呼ばれる。このためグレていたが、悠に諭されたり、その仕事ぶりを見て一念発起し、改めて東大合格を目指し始める。
悠からはかつて祖父から名付けられた渾名「ケメ子」と呼ばれ、舞花自身はこの渾名を非常に嫌っている。
智坂頼子（ともさか よりこ）
舞花の幼馴染。通称ガリ子。初登場は第四部特別編『維新の鋏』。
典型的な委員長キャラの女子高生。舞花の幼馴染で友人。東大も狙える秀才であり、学校での評判も高い。
実家は下町の町工場で精密部品の製造を行っている。下町テーラー編の実質最初のエピソードである『維新の鋏』では、家が米企業の宇宙開発事業の依頼の設備投資で多額の借金を背負いピンチに陥っていたところを、悠の仕立てで救われる。舞花が東大を目指すことは誓ってからは、度々テーラーにて彼女に勉強を教えている。
大島依都（おおしま いと）
舞花や頼子の中学時代の同級で友人。通称イっちゃん。初登場は第四部7話。
趣味でコスプレ服の仕立てを行っている女子高生。家が日暮里の繊維街に近く服の素材が手に入りやすかったことから、既製服の改造によるコスプレ衣装の製作や仕立直しで小遣いを稼ぐようになる。アマチュアではあるが、そこまで高度なものを求められていないコスプレ服ということもあり、顧客からの評判は高い。また、（後に部分的に悠に否定されるものの）ハイテクを駆使した仕立てを行い、事情を知らなければ悠が感嘆するほどの作業を行うこともできる。それら活動が高じて将来は同好の士と衣装受注会社を経営する夢を持ち、また女子大生の服飾サークルから立身出世したユーリアを自分に重ねて目標としている。
舞花との関係や、ユーリアと知り合いということで悠と出会う。上記の通り、パソコンやネットを使った仕立て屋稼業は悠も感嘆させる一方で、そのアマチュアぶりによって危機に陥ることが多く、悠に手助けしてもらうことが多い。悠からの助言によって飛躍的に能力を向上させていく。
ムム美
本名不明。大島の友人である女性。作中には名前のみ登場する。名前の登場は第四部7話。
大島の友人であり、コスプレ服の仕立ての得意客でもある。大島を腕を高く評価しており、上客の紹介なども行っている。あまりの人脈の広さに織部もその正体を不思議がるほどだが、正体は作中では明かされない。大島によれば凄い美人だという。
中里（なかざと）
日暮里に社屋を構える土建屋の社長。初登場は第四部12話。
元々馬力のある人物で、商工会役員になったことからあちこちの冠婚葬祭に走り回っていたが、祝儀不祝儀の場で顔繋ぎに夢中になった結果、古なじみの大物会長からダメ出しを食らった。悠の助言と仕立てで何とか面目を施す。その後も仕事で知り合った人物がなどが悠の顧客になる形で登場している。
松任谷次郎（まつとうや じろう）
銀座で生地屋兼職人仲介（及びフィッターとコーディネーターも兼ねる）を行う店「JIRO」の店長。初登場は第四部25話。
銀座のデパートの紳士服売り場にて10年務めたベテランであり、年若いがフィッター及びコーディネーターとして優秀な人物。舞花からはイケメンと評されるほどの顔立ち。個人営業である熟練の職人の仕事が量販物で知られなくなることを憂いて作中に登場する1年前ほど前に独立し、銀座にそれら客の要望と合った職人との仲介を主とする店「JIRO」をオープンした。しかし、店は閑古鳥が鳴いており、銀座の地代の高さもあって経営状態はよくなく、スジ子からよくたしなめられる。また、優秀で真面目ではあるが形から入る、いわゆる「意識高い系」であり、空回りすることも多い。
優秀で志が高いがゆえに、悠の特急仕事をその腕前は認めた後でさえ邪道扱いし、警戒している。しかし、財布事情を握られているスジ子に出し抜かれて顧客を悠に流してしまう展開が多い。
スジ子
「JIRO」店員。本名不明。初登場は第四部25話。
サバサバした性格の美女。名前は松任谷が馴染みだった文壇バーに勤めていた際のキャスト名「スージー」に由来し、本名不明。「JIRO」開店と同時に雇われたという。外見は単なる若いキャバ嬢上がりに見えるが、慶應義塾大学出身かつ英文学を専攻した才女で頭の回転が早く、実は「JIRO」の資本金の30％を担う出資者。現実よりも理想を優先しがちな松任谷を辛辣に扱い、彼が反対する悠に積極的に仕事を流すことで経営の屋台骨を支えている。
長光寺クロ（ちょうこうじ くろ）
15巻に登場した猫又系Vチューバーだが、実は本物の猫又。同じく猫又のミケ、トラと共にそこそこ稼いでいたが、ムム美がVRに参戦してきたことで対抗心を抱いて迷走する役回り。猫又というのも、あくまで作中の冗談的な演出とのこと。

## ジラソーレ社史（抄）
正確な年代は不明であるので、主要事項を時系列順に並べる。

### 起業・拡大
- ユーリアを部長として、自作の服を露店で売る大学の服飾サークルとしてスタート。陸上界のホープの同窓生に服を仕立てて最初の実績とする。そしてサークルの面々（計12名）とフィレンツェで若者向けカジュアル服ブランドとして起業する。社長：ユーリア、副社長：マリエッタ、筆頭株主：コンスタンツェ。
- 生地の仕入れルート確保、人脈作り、資金稼ぎのためにパリ支店の準備。そのためにソフィア、サンドラ、エレナがパリでリヴァルの専属モデルとしてアルバイト。
- パリ支店開店。モデル3人が配属。その後、ロンドン、ニューヨークに支店を置く（開店順序は不明）。
- 高級婦人服を扱うようになり、紳士服業界へも進出。その足がかりとしてナポリに進出。

### ナポリ進出
- 紳士服業界の拠点としてナポリ支店開店(第1巻)。
  - 重要拠点として創業メンバーの多くを投入し、社長も常駐して指揮を執る。それに伴いマリエッタが秘書としてユーリアに随行し、パリ支店のソフィアもナポリ店に配属する。サンドラが副社長に就任し、ベアトリーチェとともにフィレンツェ本店勤務に。
  - ナポリのサルトに圧力をかけて傘下に納め、早期にナポリを制圧する計画であったが、これに失敗する。当初予定していたナポリのサルトからの支援を受けられなくなったため、その分の負担が創業メンバーにかかり、彼女らはナポリ支店から離れられなくなる。
- ラウラがナポリにやってきて半ば強引に入社する。（第4巻）
- 地元のナポリ仕立てに対抗して、納期の早さを売りとして攻めの経営を行う。しかし、結果として自社工房の処理能力を越えた量の注文を受けるようになり、創業メンバーの残業が目立つようになる。
- 悠がウォーレン卿により英国に招待されたのを切っ掛けに、ラウラがロンドン支店への出張を要求、送り出すもラウラと同行者のヴィレッタは行方不明となり、結局ロンドン支店と接触することなく帰国。（第5巻）
- ラウラが、社の功労者に送るネクタイを題材とした勝負で悠に敗北、修行を理由に辞職。そのままジャンニ・ビアッジオに入門。（第6巻）
- フィレンツェ本店がナポリ（＝社長）に無断でペッツオーリ社との業務提携を進める（ジラソーレお家騒動、第9-10巻）。
  - ペッツオーリ社のフィレンツェ進出を危惧したサンドラとベアトリーチェが、ユーリアに無断で巡らした策謀が発端。
  - マッシモが筆頭株主となり、株主として経営に介入される可能性が発生（マッシモはフィレンツェ本店の副社長側の方針に賛同しているため、乗っ取りの可能性が出てくる）。
  - アンドレア経由でラウラからフィレンツェの思惑がナポリに伝わり、社長派は対策を迫られる。
  - ヴィレッダの計略によってベリーニ家が大株主となる。株主権限でヴィレッダ、ラウラ、イザベッラが幹部して送り込まれるが、ナポリ店は彼女らを開発第二課として隔離。
  - 業務提携に関する意思決定を売り上げ競争の結果で行うことになる。フィレンツェに紳士服向けの第二支店を置き、アンナと開発第二課を配属。
  - フィレンツェ本店が競争に勝利。ペッツオーリ社との業務提携が決まる。以後、本社はナポリに移転し、第二支店と統合したフィレンツェ本店は一支店となる。開発第二課はそのままフィレンツェ支店に配属。

### 本店移転後
- ペッツオーリ社との業務提携によってパリ支店とリヴァルとの関係が悪化する（「パリ編」第12-13巻）
  - 解決のため開発第二課をパリへ派遣するも失敗。追って派遣した悠の働きでリヴァルとの関係回復。
  - パリ支店強化のため、一時的にソフィア、サンドラをパリへ派遣。恒例のファッションショーにて新たなビジネスモデルを確立する。
- 開発第二課をナポリ本店へ異動。以後、開発第二課を緊急時に各支店へ派遣するヘルプ（遊撃隊）とする。
- ナポリ本店の仕事量が限界に達し、ラウラは辞表を提出。
- ギルレーズ・ハウスを発端とするロンドン服飾業界の騒動にロンドン支店が巻き込まれる（「ギルレーズ・ハウス編」第16-18巻）。
  - 復職したラウラを含む開発第二課をロンドンに派遣し、さらに悠も赴く。
  - 騒動は終結し、ロンドン支店は希少な生地を確保してロンドン服飾界に存在をアピールする。開発第二課をナポリへ戻す。
- ニューヨーク支店強化のため、優良な職人の確保を狙って、フェデリカがナポリ訪問（「アメリカ編」第20-23巻）。
  - フェデリカがユーリアに無断で開発第二課（及び悠、マルコ、セルジュ、ロドリーゴ）を連れてアメリカへ戻る。ナポリは再三に渡って職人の返還を迫る。
  - 日本産のデニムとパンツについて調べるため、悠達は日本へ。ナポリからの職人返還要求を拒否し、かつベアトリーチェから逃げるため、フェデリカと開発第二課、ロドリーゴはアメリカ国内でバカンス（「第2次日本編」第22巻）。
  - 世界的な大不況の影響で仕事が減り、経営状態が急激に悪化する。しかし、協賛したハリウッド映画へのグッズ独占販売で勢いを盛り返す。
- 有名評論家ボンピエリからブランドの神話（コンセプト）を問われる（「ボンピエリのスーツ編」第24巻）。
  - ジラソーレ社の対抗的態度を不愉快に思うペッツオーリ社幹部が依頼した横槍役として、ボンピエリがジラソーレ社にやって来る。
  - 「女性が憧れる男性（恋人、夫、父親）像の提案」をコンセプトとして立て、ボンピエリに認められる。
- ヘルプでナポリに来たクラリッサが悠に弟子入り志願し、そのまま留まる（「紳士服地編」第26-27巻）。
  - イギリスで通用する生地を求めるという目的もあり、生地探しが始まる。
  - 高級フランネルをイギリス支店の看板とすることが決まり、クラリッサはイギリスへ戻る。
- コンスタンツェをきっかけとして「腕時計を含めたトータルコーディネート」のプロジェクトが始まる（「腕時計編」、29巻-30巻）。
  - ジラソーレの話を聞きつけたアランが、自分も企画を温めていたと主張して「腕時計を含めたトータルコーディネート」を始めてしまう。
  - エミリアが介入。ジラソーレ側の企画をヴェトリーナ誌で取り上げることで、リヴァル社に先んじていることを世間に表明する。
  - ラウラ、悠がこの件に関わっていることを知って（ラウラには伏せていた）イギリスに行き、クラリッサを巻き込み自分もやろうとする。ウォーレン卿達にブリストル公を紹介される。この頃、リヴァル社の企画が顧客要望の超インフレ化により頓挫しかけていたので、リヴァル社から溢れた客がジラソーレ社に殺到しないよう、ブリストル公を実用的にコーディネイトすることでインフレを沈静化させ、結果的にリヴァル社を救済する。
  - 突貫でフランシーヌのウェディングドレスを作り、企画完了。
- ペッツオーリ社がついにナポリにも進出するという情報が入る。（「エスコート編」、32巻）
  - ユーリア、ペッツオーリ社に対抗しようとするが、方法は無作法かつ無茶なものばかりで社員を呆れさせ、マリエッタに止められる。エミリアから、ペッツオーリとユーリアの関係を邪推する未発表のゴシップ記事を見せられる。
  - あらぬ誤解を世間に広めないため、ベアトリーチェの発案で悠が受けた依頼と絡め、ペッツオーリとジラソーレのコラボ企画を行う。
  - 和解しかけたペッツオーリとユーリアだったが、ペッツオーリは敢えてユーリアに敵対する言葉を放つ。
- ペッツオーリ社、ナポリに進出（「サルトリア・ナポレターナ」1巻）
- 守旧派と革新派の争いが本格化。ペッツオーリ社が守旧派であるという理由で当初の方針を撤回、革新派に付くことをユーリアが宣言、モデリストとしてリッカルド・サントリヨを起用する。
  - しかし、リッカルドが仕事を放棄して放浪したり、アンドレアによる妨害工作に対して革新派が非協力的だったりしたため、革新派を名乗りながら守旧派に応援を頼むなど、対応に苦慮する。
  - やがて中国企業が職人の引き抜きに動き出し、対決どころではなくなる。
- ベアトリーチェ、悠とクッカリーニの対決を耳にする。
  - ジラソーレ社なりの鞄のスタンスを確立するため、悠とクッカリーニの対決に密かに介入し、彼等のアイディアを吸収する。
- ベアトリーチェ、パウエル親方のトラブルを知り、これを解決してベリーニ伯爵の覚えを良くするために、全社を挙げて策を練り、トラブル解決の一翼を担う。

## 書誌情報

### サルト・フィニート
- 大河原遁（原案協力・監修：片瀬平太）『王様の仕立て屋〜サルト・フィニート〜』集英社〈ジャンプ・コミックス・デラックス〉、全32巻
  1. 2004年01月05日発売、ISBN 978-4-08-859399-9[注 7]
  2. 2004年04月02日発売、ISBN 978-4-08-859412-5[注 7]
  3. 2004年07月02日発売、ISBN 978-4-08-859430-9[注 7]
  4. 2004年10月04日発売、ISBN 978-4-08-859442-2[注 7]
  5. 2005年02月04日発売、ISBN 978-4-08-859485-9[注 7]
  6. 2005年05月02日発売、ISBN 978-4-08-859505-4[注 7]
  7. 2005年08月04日発売、ISBN 978-4-08-859520-7[注 7]
  8. 2005年11月04日発売、ISBN 978-4-08-859541-2[注 7]
  9. 2006年03月03日発売、ISBN 978-4-08-859559-7[注 7]
  10. 2006年05月02日発売、ISBN 978-4-08-859574-0[注 7]
  11. 2006年08月04日発売、ISBN 978-4-08-859592-4[注 7]
  12. 2006年11月02日発売、ISBN 978-4-08-859604-4[注 7]
  13. 2007年01月04日発売、ISBN 978-4-08-859619-8[注 7]
  14. 2007年05月02日発売、ISBN 978-4-08-859641-9[注 7]
  15. 2007年08月03日発売、ISBN 978-4-08-859659-4[注 7]
  16. 2007年11月02日発売、ISBN 978-4-08-859679-2[注 7]
  17. 2008年02月04日発売、ISBN 978-4-08-859687-7[注 7]
  18. 2008年05月02日発売、ISBN 978-4-08-859704-1[注 7]
  19. 2008年08月04日発売、ISBN 978-4-08-859719-5[注 7]
  20. 2008年11月04日発売、ISBN 978-4-08-859739-3[注 7]
  21. 2009年02月04日発売、ISBN 978-4-08-859756-0[注 7]
  22. 2009年05月01日発売、ISBN 978-4-08-859773-7[注 7]
  23. 2009年08月04日発売、ISBN 978-4-08-859787-4[注 7]
  24. 2009年11月04日発売、ISBN 978-4-08-859805-5[注 7]
  25. 2010年02月04日発売、ISBN 978-4-08-859822-2[注 7]
  26. 2010年04月30日発売、ISBN 978-4-08-859837-6[注 7]
  27. 2010年07月02日発売、ISBN 978-4-08-859846-8[注 7]
  28. 2010年11月04日発売、ISBN 978-4-08-859860-4[注 7]
  29. 2010年12月29日発売、ISBN 978-4-08-859869-7[注 7]
  30. 2011年04月04日発売、ISBN 978-4-08-859881-9[注 7]
  31. 2011年07月04日発売、ISBN 978-4-08-859888-8[注 7]
  32. 2011年11月04日発売、ISBN 978-4-08-858773-8[注 7]

#### サルト・フィニート The Special Edition
- 大河原遁（原案協力・監修：片瀬平太）『王様の仕立て屋〜サルト・フィニート〜The Special Edition』集英社〈ジャンプ・コミックス・デラックス〉全4巻。単行本ジャンプ・コミックス・デラックス版から抜粋したテーマ別の選集。
  1. The Special Edition 1 ナポリ発スーツ革命〜着ごこち世界一の紳士服〜 2008年8月4日発売、ISBN 978-4-08-859724-9
  2. The Special Edition 2 ビジネス必勝服装術〜できる男のVゾーン〜 2008年9月4日発売、ISBN 978-4-08-859731-7
  3. The Special Edition 3 体型カバーの魔法〜見た目アップの隠し技〜 2008年10月3日発売、ISBN 978-4-08-859736-2
  4. The Special Edition 4 モテる男の法則〜美女を射止める紳士の装い〜 2008年11月4日発売、ISBN 978-4-08-859742-3

### サルトリア・ナポレターナ
- 大河原遁（原案協力・監修：片瀬平太）『王様の仕立て屋〜サルトリア・ナポレターナ〜』集英社〈ヤングジャンプ・コミックス・グランド〉、全13巻
  1. 2012年05月18日発売、ISBN 978-4-08-879343-6[注 8]
  2. 2012年10月19日発売、ISBN 978-4-08-879450-1[注 8]
  3. 2013年03月19日発売、ISBN 978-4-08-879543-0[注 8]
  4. 2013年07月19日発売、ISBN 978-4-08-879621-5[注 8]
  5. 2013年10月18日発売、ISBN 978-4-08-879715-1[注 8]
  6. 2014年03月19日発売、ISBN 978-4-08-879762-5[注 8]
  7. 2014年07月18日発売、ISBN 978-4-08-879876-9[注 8]
  8. 2014年12月19日発売、ISBN 978-4-08-890066-7[注 8]
  9. 2015年03月19日発売、ISBN 978-4-08-890138-1[注 8]
  10. 2015年07月17日発売、ISBN 978-4-08-890238-8[注 8]
  11. 2015年11月19日発売、ISBN 978-4-08-890280-7[注 8]
  12. 2016年02月19日発売、ISBN 978-4-08-890368-2[注 8]
  13. 2016年04月19日発売、ISBN 978-4-08-890408-5[注 8]

### フィオリ・ディ・ジラソーレ
- 大河原遁（原案協力・監修：片瀬平太）『王様の仕立て屋〜フィオリ・ディ・ジラソーレ〜』集英社〈ヤングジャンプ・コミックス・グランド〉、全7巻
  1. 2016年09月16日発売、ISBN 978-4-08-890502-0[注 8]
  2. 2016年12月19日発売、ISBN 978-4-08-890568-6[注 8]
  3. 2017年04月19日発売、ISBN 978-4-08-890617-1[注 8]
  4. 2017年07月19日発売、ISBN 978-4-08-890714-7[注 8]
  5. 2017年11月17日発売、ISBN 978-4-08-890792-5[注 8]
  6. 2018年03月19日発売、ISBN 978-4-08-890887-8[注 8]
  7. 2018年07月19日発売、ISBN 978-4-08-891059-8[注 8]

### 下町テーラー
- 大河原遁（原案協力・監修：片瀬平太）『王様の仕立て屋〜下町テーラー〜』集英社〈ヤングジャンプ・コミックス・グランド〉、全19巻
  1. 2018年12月19日発売、ISBN 978-4-08-891181-6
  2. 2019年03月19日発売、ISBN 978-4-08-891244-8
  3. 2019年07月19日発売、ISBN 978-4-08-891329-2
  4. 2019年12月19日発売、ISBN 978-4-08-891414-5
  5. 2020年03月19日発売、ISBN 978-4-08-891515-9
  6. 2020年07月17日発売、ISBN 978-4-08-891587-6
  7. 2020年10月16日発売、ISBN 978-4-08-891703-0
  8. 2021年02月19日発売、ISBN 978-4-08-891790-0
  9. 2021年05月19日発売、ISBN 978-4-08-891879-2
  10. 2021年09月17日発売、ISBN 978-4-08-892064-1
  11. 2021年12月17日発売、ISBN 978-4-08-892176-1
  12. 2022年04月19日発売、ISBN 978-4-08-892286-7
  13. 2022年09月16日発売、ISBN 978-4-08-892417-5
  14. 2022年12月19日発売、ISBN 978-4-08-892552-3
  15. 2023年05月19日発売、ISBN 978-4-08-892702-2
  16. 2023年08月18日発売、ISBN 978-4-08-892806-7
  17. 2023年12月19日発売、ISBN 978-4-08-893044-2
  18. 2024年04月18日発売、ISBN 978-4-08-893218-7
  19. 2024年08月19日発売、ISBN 978-4-08-893315-3